# Liste des matchs de l'équipe du Venezuela de football par adversaire
Cette liste présente les matchs de l'équipe du Venezuela de football par adversaire rencontré. Lorsqu'une rivalité footballistique particulière existe entre le Venezuela et un autre pays, une page spécifique est parfois proposée.
- Haut – A
- B
- C
- D
- E
- F
- G
- H
- I
- J
- K
- L
- M
- N
- O
- P
- Q
- R
- S
- T
- U
- V
- W
- X
- Y
- Z

## A

### Angola

#### Confrontations
Confrontations entre l'Angola et le Venezuela en matchs officiels :
|   | Date             | Lieu    | Match              | Score | Compétition  |
| - | ---------------- | ------- | ------------------ | ----- | ------------ |
| 1 | 19 novembre 2008 | Barinas | Venezuela - Angola | 0-0   | Match amical |

#### Bilan
| Rang | Équipe    | Pts | J | G | N | P | Bp | Bc | Diff |
| ---- | --------- | --- | - | - | - | - | -- | -- | ---- |
| 1    | Angola    | 1   | 1 | 0 | 1 | 0 | 0  | 0  | 0    |
| 2    | Venezuela | 1   | 1 | 0 | 1 | 0 | 0  | 0  | 0    |

### Antilles néerlandaises

#### Confrontations
Confrontations entre les Antilles néerlandaises et le Venezuela en matchs officiels :
|   | Date              | Lieu       | Match                              | Score | Compétition                                                   |
| - | ----------------- | ---------- | ---------------------------------- | ----- | ------------------------------------------------------------- |
| 1 | 9 janvier 1959    | Caracas    | Antilles néerlandaises - Venezuela | 2-2   | Jeux d'Amérique centrale et des Caraïbes de 1959 (tour final) |
| 2 | 20 août 1962      | Kingston   | Antilles néerlandaises - Venezuela | 4-3   | Jeux d'Amérique centrale et des Caraïbes de 1962 (tour final) |
| 3 | 11 janvier 1981   | Willemstad | Antilles néerlandaises - Venezuela | 2-1   | Match amical                                                  |
| 4 | 18 janvier 1981   | Valencia   | Venezuela - Antilles néerlandaises | 1-0   | Match amical                                                  |
| 5 | 26 septembre 1988 | Willemstad | Antilles néerlandaises - Venezuela | 0-0   | Match amical                                                  |
| 6 | 9 juin 2008       | Willemstad | Antilles néerlandaises - Venezuela | 0-1   | Match amical                                                  |

#### Bilan
- Total de matchs disputés : 6
- Victoires des Antilles néerlandaises : 2
- Victoires du Venezuela : 2
- Matchs nuls : 2
- Total de buts marqués par les Antilles néerlandaises : 8
- Total de buts marqués par le Venezuela : 8

### Arabie saoudite

#### Confrontations
Confrontations entre le Venezuela et l' Arabie Saoudite en matchs officiels.
|   | Date        | Lieu   | Match                       | Score | Compétition  |
| - | ----------- | ------ | --------------------------- | ----- | ------------ |
| 1 | 9 juin 2022 | Murcie | Arabie saoudite - Venezuela | 0-1   | Match amical |

#### Bilan
- Total de matchs de disputes : 1
- Victoires le Venezuela : 1
- Victoires l' Arabie saoudite : 0
- Matchs nuls : 0
- Total de buts marqués par le Venezuela : 1
- Total de buts marqués par l' Arabie saoudite : 0

### Argentine

#### Confrontations
Confrontations entre le Venezuela et l'Argentine en matchs officiels.
|    | Date             | Lieu           | Match                 | Score | Compétition                                                                |
| -- | ---------------- | -------------- | --------------------- | ----- | -------------------------------------------------------------------------- |
| 1  | 25 janvier 1967  | Montevideo     | Argentine - Venezuela | 5-1   | Championnat sud-américain de football de 1967                              |
| 2  | 3 août 1975      | Caracas        | Venezuela - Argentine | 1-5   | Copa América 1975 (gr. A)                                                  |
| 3  | 10 août 1975     | Santa Fe       | Argentine - Venezuela | 11-0  | Copa América 1975 (gr. A)                                                  |
| 4  | 26 mai 1985      | San Cristóbal  | Venezuela - Argentine | 2-3   | Qualifications pour la Coupe du monde 1986 (zone AmSud - gr. 1)            |
| 5  | 9 juin 1985      | Buenos Aires   | Argentine - Venezuela | 3-0   | Qualifications pour la Coupe du monde 1986 (zone AmSud - gr. 1)            |
| 6  | 8 juillet 1991   | Santiago       | Argentine - Venezuela | 3-0   | Copa América 1991 (gr. A)                                                  |
| 7  | 21 décembre 1995 | Mendoza        | Argentine - Venezuela | 6-0   | Match amical                                                               |
| 8  | 9 octobre 1996   | San Cristóbal  | Venezuela - Argentine | 2-5   | Qualification pour la Coupe du monde 1998 : zone Amérique du Sud           |
| 9  | 20 juillet 1997  | Buenos Aires   | Argentine - Venezuela | 2-0   | Qualification pour la Coupe du monde 1998 : zone Amérique du Sud           |
| 10 | 3 février 1999   | Maracaibo      | Venezuela - Argentine | 0-2   | Match amical                                                               |
| 11 | 26 avril 2000    | Maracaibo      | Venezuela - Argentine | 0-4   | Qualification pour la Coupe du monde 2002 : zone Amérique du Sud           |
| 12 | 28 mars 2001     | Buenos Aires   | Argentine - Venezuela | 5-0   | Qualification pour la Coupe du monde 2002 : zone Amérique du Sud           |
| 13 | 9 septembre 2003 | Caracas        | Venezuela - Argentine | 0-3   | Qualification pour la Coupe du monde 2006 : zone Amérique du Sud           |
| 14 | 17 novembre 2004 | Buenos Aires   | Argentine - Venezuela | 3-2   | Qualification pour la Coupe du monde 2006 : zone Amérique du Sud           |
| 15 | 16 octobre 2007  | Maracaibo      | Venezuela - Argentine | 0-2   | Éliminatoires de la Coupe du monde de football 2010 : zone Amérique du Sud |
| 16 | 28 mars 2009     | Buenos Aires   | Argentine - Venezuela | 4-0   | Éliminatoires de la Coupe du monde de football 2010 : zone Amérique du Sud |
| 17 | 16 mars 2011     | San Juan       | Argentine - Venezuela | 4-1   | Match amical                                                               |
| 18 | 2 septembre 2011 | Calcutta       | Argentine - Venezuela | 1-0   | Match amical                                                               |
| 19 | 11 octobre 2014  | Puerto La Cruz | Venezuela - Argentine | 1-0   | Éliminatoires de la Coupe du monde de football 2014 : zone Amérique du Sud |
| 20 | 22 mars 2013     | Buenos Aires   | Argentine - Venezuela | 3-0   | Éliminatoires de la Coupe du monde de football 2014 : zone Amérique du Sud |
| 21 | 18 juin 2016     | Foxborough     | Argentine - Venezuela | 4-1   | Copa América Centenario (quart de finale)                                  |
| 22 | 6 septembre 2016 | Mérida         | Venezuela - Argentine | 2-2   | Éliminatoires de la Coupe du monde de football 2018 : zone Amérique du Sud |
| 23 | 5 septembre 2017 | Buenos Aires   | Venezuela - Argentine | 1-1   | Éliminatoires de la Coupe du monde de football 2018 : zone Amérique du Sud |
| 24 | 22 mars 2019     | Madrid         | Argentine - Venezuela | 1-3   | Match amical                                                               |
| 25 | 28 juin 2019     | Rio de Janeiro | Venezuela - Argentine | 0-2   | Copa América 2019 (quart de finale)                                        |

#### Bilan
Au 30 juin 2019 :
- Total de matchs disputés : 25
- Victoires de l'Argentine : 21
- Victoires du Venezuela : 2
- Matchs nuls : 2
- Total de buts marqués par l'Argentine : 84
- Total de buts marqués par le Venezuela : 17

### Aruba

#### Confrontations
Confrontations entre Aruba et le Venezuela en matchs officiels :
|   | Date        | Lieu       | Match             | Score | Compétition  |
| - | ----------- | ---------- | ----------------- | ----- | ------------ |
| 1 | 20 mai 2010 | Oranjestad | Aruba - Venezuela | 0-3   | Match amical |

#### Bilan
Au 27 juillet 2018 :
- Total de matchs disputés : 1
- Victoires d'Aruba : 0
- Victoires du Venezuela : 1
- Matchs nuls : 0
- Total de buts marqués par Aruba : 0
- Total de buts marqués par le Venezuela : 3

### Australie

#### Confrontations
Confrontations entre l'Australie et le Venezuela en matchs officiels :
|   | Date            | Lieu    | Match                 | Score | Compétition  |
| - | --------------- | ------- | --------------------- | ----- | ------------ |
| 1 | 18 février 2004 | Caracas | Venezuela - Australie | 1-1   | Match amical |

#### Bilan
| Rang | Équipe    | Pts | J | G | N | P | Bp | Bc | Diff |
| ---- | --------- | --- | - | - | - | - | -- | -- | ---- |
| 1    | Australie | 1   | 1 | 0 | 1 | 0 | 1  | 1  | 0    |
| 2    | Venezuela | 1   | 1 | 0 | 1 | 0 | 1  | 1  | 0    |

### Autriche

#### Confrontations
Confrontations entre l'Autriche et le Venezuela en matchs officiels :
|   | Date             | Lieu | Match                | Score | Compétition  |
| - | ---------------- | ---- | -------------------- | ----- | ------------ |
| 1 | 6 septembre 2006 | Bâle | Autriche - Venezuela | 0-1   | Match amical |

#### Bilan
| Rang | Équipe    | Pts | J | G | N | P | Bp | Bc | Diff |
| ---- | --------- | --- | - | - | - | - | -- | -- | ---- |
| 1    | Venezuela | 3   | 1 | 1 | 0 | 0 | 1  | 0  | +1   |
| 2    | Autriche  | 0   | 1 | 0 | 0 | 1 | 0  | 1  | -1   |

## B

### Bahamas

#### Confrontations
Confrontations entre le Venezuela et les Bahamas en matchs officiels, :
|   | Date        | Lieu   | Match               | Score | Compétition                                      |
| - | ----------- | ------ | ------------------- | ----- | ------------------------------------------------ |
| 1 | 5 mars 1970 | Panama | Venezuela - Bahamas | 5-0   | Jeux d'Amérique centrale et des Caraïbes de 1970 |

#### Bilan
Au 28 juillet 2018 :
- Total de matchs disputés : 1
- Victoires du Venezuela : 1
- Victoires des Bahamas : 0
- Match nul : 0
- Total de buts marqués par le Venezuela : 5
- Total de buts marqués par les Bahamas : 0

### Bolivie

#### Confrontations
Confrontations entre le Venezuela et la Bolivie en matchs officiels.
|    | Date             | Lieu                    | Match               | Score | Compétition                                                                |
| -- | ---------------- | ----------------------- | ------------------- | ----- | -------------------------------------------------------------------------- |
| 1  | 11 août 1938     | Bogota                  | Bolivie - Venezuela | 3-1   | Jeux bolivariens 1938                                                      |
| 2  | 5 janvier 1948   | Lima                    | Bolivie - Venezuela | 2-2   | Jeux bolivariens 1948                                                      |
| 3  | 28 janvier 1967  | Montevideo              | Venezuela - Bolivie | 3-0   | Championnat sud-américain de football de 1967                              |
| 4  | 21 juin 1972     | Manaus                  | Venezuela - Bolivie | 2-2   | Coupe de l'Indépendance                                                    |
| 5  | 6 mars 1977      | Caracas                 | Venezuela - Bolivie | 1-3   | Qualifications pour la Coupe du monde 1978                                 |
| 6  | 13 mars 1977     | La Paz                  | Bolivie - Venezuela | 2-0   | Qualifications pour la Coupe du monde 1978                                 |
| 7  | 15 février 1981  | La Paz                  | Bolivie - Venezuela | 3-0   | Qualifications pour la Coupe du monde 1982                                 |
| 8  | 15 mars 1981     | Caracas                 | Venezuela - Bolivie | 1-0   | Qualifications pour la Coupe du monde 1982                                 |
| 9  | 24 février 1985  | Caracas                 | Venezuela - Bolivie | 3-0   | Match amical                                                               |
| 10 | 21 avril 1985    | Santa Cruz de la Sierra | Bolivie - Venezuela | 4-0   | Match amical                                                               |
| 11 | 18 juillet 1993  | Ciudad Guayana          | Venezuela - Bolivie | 1-7   | Qualification pour la Coupe du monde 1994                                  |
| 12 | 22 août 1993     | La Paz                  | Bolivie - Venezuela | 7-0   | Qualification pour la Coupe du monde 1994                                  |
| 13 | 3 avril 1995     | Santa Cruz de la Sierra | Bolivie - Venezuela | 0-0   | Match amical                                                               |
| 14 | 18 juin 1995     | Valera                  | Venezuela - Bolivie | 1-3   | Match amical                                                               |
| 15 | 7 juillet 1996   | La Paz                  | Bolivie - Venezuela | 6-1   | Qualification pour la Coupe du monde 1998                                  |
| 16 | 8 juin 1997      | Valera                  | Venezuela - Bolivie | 1-1   | Qualification pour la Coupe du monde 1998                                  |
| 17 | 12 juin 1997     | La Paz                  | Bolivie - Venezuela | 1-0   | Copa América 1997 (gr. B)                                                  |
| 18 | 25 août 1999     | Sucre                   | Bolivie - Venezuela | 0-0   | Match amical                                                               |
| 19 | 16 mars 2000     | Caracas                 | Venezuela - Bolivie | 0-0   | Match amical                                                               |
| 20 | 28 juin 2000     | San Cristobal           | Venezuela - Bolivie | 4-2   | Qualification pour la Coupe du monde 2002                                  |
| 21 | 3 juin 2001      | La Paz                  | Bolivie - Venezuela | 5-0   | Qualifications pour la Coupe du monde 2002                                 |
| 22 | 21 août 2002     | Caracas                 | Venezuela - Bolivie | 2-0   | Match amical                                                               |
| 23 | 18 novembre 2003 | Maracaibo               | Venezuela - Bolivie | 2-1   | Qualifications pour la Coupe du monde 2006                                 |
| 24 | 12 juillet 2004  | Trujillo                | Venezuela - Bolivie | 1-1   | Copa América 2004                                                          |
| 25 | 29 mars 2005     | La Paz                  | Bolivie - Venezuela | 3-1   | Qualifications pour la Coupe du monde 2006                                 |
| 26 | 27 juin 2007     | San Cristóbal           | Venezuela - Bolivie | 2-2   | Copa América 2007 (gr. A)                                                  |
| 27 | 20 novembre 2007 | San Cristóbal           | Venezuela - Bolivie | 5-3   | Qualifications pour la Coupe du monde 2010                                 |
| 28 | 26 mars 2008     | Puerto La Cruz          | Venezuela - Bolivie | 0-1   | Match amical                                                               |
| 29 | 6 juin 2009      | La Paz                  | Bolivie - Venezuela | 0-1   | Qualifications pour la Coupe du monde 2010                                 |
| 30 | 7 octobre 2010   | Santa Cruz de la Sierra | Bolivie - Venezuela | 1-3   | Match amical                                                               |
| 31 | 15 novembre 2011 | San Cristóbal           | Venezuela - Bolivie | 1-0   | Éliminatoires de la Coupe du monde de football 2014 : zone Amérique du Sud |
| 32 | 7 juin 2013      | La Paz                  | Bolivie - Venezuela | 1-1   | Éliminatoires de la Coupe du monde de football 2014 : zone Amérique du Sud |
| 33 | 14 août 2013     | San Cristóbal           | Venezuela - Bolivie | 2-2   | Match amical                                                               |
| 34 | 18 novembre 2014 | La Paz                  | Bolivie - Venezuela | 3-2   | Match amical                                                               |
| 35 | 13 novembre 2015 | La Paz                  | Bolivie - Venezuela | 4-2   | Éliminatoires de la Coupe du monde de football 2018 : zone Amérique du Sud |
| 36 | 10 novembre 2016 | Maturín                 | Venezuela - Bolivie | 5-0   | Éliminatoires de la Coupe du monde de football 2018 : zone Amérique du Sud |
| 37 | 22 juin 2019     | Belo Horizonte          | Bolivie - Venezuela | 1-3   | Copa América 2019 (gr. A)                                                  |
| 38 | 3 Juin 2021      | La Paz                  | Bolivie - Venezuela | 3-1   | 2022 FIFA World Cup qualification                                          |
| 39 | 28 Janvier 2022  | Barinas                 | Venezuela - Bolivie | 4-1   | 2022 FIFA World Cup qualification                                          |
| 40 | 5 Septembre 2024 | El Alto                 | Bolivie - Venezuela | 4-1   | 2026 FIFA World Cup qualification                                          |
| 41 | 7 Juin 2025      | Maturín                 | Venezuela - Bolivie | 2-0   | 2026 FIFA World Cup qualification                                          |

#### Bilan
- Total de matchs disputés : 41
- Victoires du Venezuela : 14
- Victoires de la Bolivie : 18
- Matchs nuls : 9
- Total de buts marqués par le Venezuela : 64
- Total de buts marqués par la Bolivie : 85

### Brésil
Confrontations entre le Brésil et le Venezuela :
|    | Date             | Lieu            | Match              | Score | Compétition                       |
| -- | ---------------- | --------------- | ------------------ | ----- | --------------------------------- |
| 1  | 10 août 1969     | Caracas         | Venezuela - Brésil | 0-5   | Qualification CdM 1970            |
| 2  | 24 août 1969     | Rio de Janeiro  | Brésil - Venezuela | 6-0   | Qualification CdM 1970            |
| 3  | 31 juillet 1975  | Caracas         | Venezuela - Brésil | 0-4   | Copa América 1975                 |
| 4  | 13 août 1975     | Belo Horizonte  | Brésil - Venezuela | 6-0   | Copa América 1975                 |
| 5  | 8 février 1981   | Caracas         | Venezuela - Brésil | 0-1   | Qualification CdM 1982            |
| 6  | 29 mars 1981     | Goiânia         | Brésil - Venezuela | 5-0   | Qualification CdM 1982            |
| 7  | 28 juin 1987     | Córdoba         | Brésil - Venezuela | 5-0   | Copa América 1987                 |
| 8  | 1er juillet 1989 | Salvador        | Brésil - Venezuela | 3-1   | Copa América 1989                 |
| 9  | 30 juillet 1989  | Caracas         | Venezuela - Brésil | 0-4   | Qualification CdM 1990            |
| 10 | 20 août 1989     | São Paulo       | Brésil - Venezuela | 6-0   | Qualification CdM 1990            |
| 11 | 1er août 1993    | San Cristóbal   | Venezuela - Brésil | 1-5   | Qualification CdM 1994            |
| 12 | 5 septembre 1993 | Belo Horizonte  | Brésil - Venezuela | 4-0   | Qualification CdM 1994            |
| 13 | 30 juin 1999     | Ciudad del Este | Brésil - Venezuela | 7-0   | Copa América 1999                 |
| 14 | 8 octobre 2000   | Maracaibo       | Venezuela - Brésil | 0-6   | Qualification CdM 2002            |
| 15 | 14 novembre 2001 | São Luís        | Brésil - Venezuela | 3-0   | Qualification CdM 2002            |
| 16 | 9 octobre 2004   | Maracaibo       | Venezuela - Brésil | 2-5   | Qualification CdM 2006            |
| 17 | 12 octobre 2005  | Belém           | Brésil - Venezuela | 3-0   | Qualification CdM 2006            |
| 18 | 6 juin 2008      | Foxborough      | Brésil - Venezuela | 0-2   | Match amical                      |
| 19 | 12 octobre 2008  | San Cristóbal   | Venezuela - Brésil | 0-4   | Qualification CdM 2010            |
| 20 | 14 octobre 2009  | Campo Grande    | Brésil - Venezuela | 0-0   | Qualification CdM 2010            |
| 21 | 3 juillet 2011   | La Plata        | Venezuela - Brésil | 0-0   | Copa América 2011                 |
| 22 | 21 juin 2015     | Santiago        | Brésil - Venezuela | 2-1   | Copa América 2015                 |
| 23 | 14 octobre 2015  | Fortaleza       | Brésil - Venezuela | 3-1   | Qualification Coupe du monde 2018 |
| 24 | 12 octobre 2016  | Mérida          | Venezuela - Brésil | 0-2   | Qualification Coupe du monde 2018 |
| 25 | 18 juin 2019     | Salvador        | Brésil - Venezuela | 0-0   | Copa América 2019 (gr. A)         |
| 26 | 13 juin 2021     | Brasilia        | Brésil - Venezuela | 3-0   | Copa América 2021 (gr. B)         |

#### Bilan
Au 13 juin 2021 :
- Total de matchs disputés : 26
- Victoires du Venezuela: 1
- Matchs nuls : 3
- Victoires du Brésil : 22
- Total de buts marqués par le Venezuela : 8
- Total de buts marqués par le Brésil : 89

## C

### Canada

#### Confrontations
Confrontations en matchs officiels entre le Venezuela et le Canada :
|   | Date           | Lieu      | Match              | Score | Compétition                          |
| - | -------------- | --------- | ------------------ | ----- | ------------------------------------ |
| 1 | 1er juin 2007  | Maracaibo | Venezuela - Canada | 2-2   | Match amical                         |
| 2 | 29 mai 2010    | Mérida    | Venezuela - Canada | 1-1   | Match amical                         |
| 3 | 4 Juillet 2024 | Houston   | Venezuela - Canada |       | Copa America 2024 (Quarts de finale) |

#### Bilan
- Total de matchs disputés : 2
- Victoires du Venezuela: 0
- Matchs nuls : 2
- Victoires du Canada : 0
- Total de buts marqués par le Venezuela : 3
- Total de buts marqués par le Canada : 3

### Chili

#### Confrontations
Confrontations entre le Venezuela et le Chili en matchs officiels.
|    | Date              | Lieu            | Match             | Score | Compétition                                                                |
| -- | ----------------- | --------------- | ----------------- | ----- | -------------------------------------------------------------------------- |
| 1  | 18 janvier 1967   | Montevideo      | Chili - Venezuela | 2-0   | Championnat sud-américain de football de 1967                              |
| 2  | 8 août 1979       | San Cristóbal   | Venezuela - Chili | 1-1   | Copa América 1979 (gr. A)                                                  |
| 3  | 29 août 1979      | Santiago        | Chili - Venezuela | 7-0   | Copa América 1979 (gr. A)                                                  |
| 4  | 8 septembre 1983  | Santiago        | Chili - Venezuela | 5-0   | Copa América 1983 (gr. A)                                                  |
| 5  | 21 septembre 1983 | Caracas         | Venezuela - Chili | 0-0   | Copa América 1983 (gr. A)                                                  |
| 6  | 30 juin 1987      | Córdoba         | Chili - Venezuela | 3-1   | Copa América 1987 (gr. B)                                                  |
| 7  | 6 août 1989       | Caracas         | Venezuela - Chili | 1-3   | Qualifications pour la Coupe du monde 1990 (zone AmSud - gr. 3)            |
| 8  | 27 août 1989      | Mendoza         | Chili - Venezuela | 5-0   | Qualifications pour la Coupe du monde 1990 (zone AmSud - gr. 3)            |
| 9  | 6 juillet 1991    | Santiago        | Chili - Venezuela | 2-0   | Copa América 1991 (gr. A)                                                  |
| 10 | 2 juin 1996       | Barinas         | Venezuela - Chili | 1-1   | Qualification pour la Coupe du monde 1998 : zone Amérique du Sud           |
| 11 | 29 avril 1997     | Santiago        | Chili - Venezuela | 6-0   | Qualification pour la Coupe du monde 1998 : zone Amérique du Sud           |
| 12 | 3 juillet 1999    | Ciudad del Este | Chili - Venezuela | 3-0   | Copa América 1999 (gr. B)                                                  |
| 13 | 25 juillet 2000   | San Cristóbal   | Venezuela - Chili | 0-2   | Qualification pour la Coupe du monde 2002 : zone Amérique du Sud           |
| 14 | 14 juillet 2001   | Barranquilla    | Chili - Venezuela | 1-0   | Copa América 2001 (gr. A)                                                  |
| 15 | 4 septembre 2001  | Santiago        | Chili - Venezuela | 0-2   | Qualification pour la Coupe du monde 2002 : zone Amérique du Sud           |
| 16 | 1er juin 2004     | San Cristóbal   | Venezuela - Chili | 0-1   | Qualification pour la Coupe du monde 2006 : zone Amérique du Sud           |
| 17 | 8 juin 2005       | Santiago        | Chili - Venezuela | 2-1   | Qualification pour la Coupe du monde 2006 : zone Amérique du Sud           |
| 18 | 7 février 2007    | Maracaibo       | Venezuela - Chili | 0-1   | Match amical                                                               |
| 19 | 19 juin 2008      | Puerto La Cruz  | Venezuela - Chili | 2-3   | Éliminatoires de la Coupe du monde de football 2010 : zone Amérique du Sud |
| 20 | 5 septembre 2009  | Santiago        | Chili - Venezuela | 2-2   | Éliminatoires de la Coupe du monde de football 2010 : zone Amérique du Sud |
| 21 | 31 mars 2010      | Temuco          | Chili - Venezuela | 0-0   | Match amical                                                               |
| 22 | 17 juillet 2011   | San Juan        | Venezuela - Chili | 2-1   | Copa América 2011 (quart de finale)                                        |
| 23 | 9 juin 2012       | Puerto La Cruz  | Venezuela - Chili | 0-2   | Éliminatoires de la Coupe du monde de football 2014 : zone Amérique du Sud |
| 24 | 6 septembre 2013  | Santiago        | Chili - Venezuela | 3-0   | Éliminatoires de la Coupe du monde de football 2014 : zone Amérique du Sud |
| 25 | 14 novembre 2014  | Talcahuano      | Chili - Venezuela | 5-0   | Match amical                                                               |
| 26 | 29 mars 2016      | Barinas         | Venezuela - Chili | 1-4   | Éliminatoires de la Coupe du monde de football 2018 : zone Amérique du Sud |
| 27 | 28 mars 2017      | Santiago        | Chili - Venezuela | 3-1   | Éliminatoires de la Coupe du monde de football 2018 : zone Amérique du Sud |

#### Bilan
Au 22 juillet 2018 :
- Total de matchs disputés : 27
- Victoires du Chili : 20
- Victoires du Venezuela : 2
- Matchs nuls : 5
- Total de buts marqués par le Chili : 71
- Total de buts marqués par le Venezuela : 17

### Chine

#### Confrontations
Confrontations entre la Chine et le Venezuela en matchs officiels :
|   | Date         | Lieu    | Match             | Score | Compétition  |
| - | ------------ | ------- | ----------------- | ----- | ------------ |
| 1 | 31 mars 1978 | Caracas | Venezuela - Chine | 0-1   | Match amical |

#### Bilan
| Rang | Équipe    | Pts | J | G | N | P | Bp | Bc | Diff |
| ---- | --------- | --- | - | - | - | - | -- | -- | ---- |
| 1    | Chine     | 3   | 1 | 1 | 0 | 0 | 1  | 0  | +1   |
| 2    | Venezuela | 0   | 1 | 0 | 0 | 1 | 0  | 1  | -1   |

### Colombie

#### Confrontations
Confrontations entre le Venezuela et la Colombie en matchs officiels.
|    | Date               | Lieu            | Match                | Score | Compétition                                                                      |
| -- | ------------------ | --------------- | -------------------- | ----- | -------------------------------------------------------------------------------- |
| 1  | 23 février 1938    | Panama          | Colombie - Venezuela | 1-2   | Jeux d'Amérique centrale et des Caraïbes 1938                                    |
| 2  | 14 août 1938       | Bogota          | Colombie - Venezuela | 2-0   | Match amical                                                                     |
| 3  | 12 décembre 1946   | Barranquilla    | Colombie - Venezuela | 2-0   | Jeux d'Amérique centrale et des Caraïbes 1946                                    |
| 4  | 27 juillet 1969    | Bogota          | Colombie - Venezuela | 3-0   | Tours préliminaires à la Coupe du monde de football 1970 : zone Amérique du Sud  |
| 5  | 2 août 1969        | Caracas         | Venezuela - Colombie | 1-1   | Tours préliminaires à la Coupe du monde de football 1970 : zone Amérique du Sud  |
| 6  | 3 juin 1972        | Caracas         | Venezuela - Colombie | 2-1   | Match amical                                                                     |
| 7  | 1er août 1979      | San Cristóbal   | Venezuela - Colombie | 0-0   | Copa América 1979 (gr. A)                                                        |
| 8  | 22 août 1979       | Bogota          | Colombie - Venezuela | 4-0   | Copa América 1979 (gr. A)                                                        |
| 9  | 23 juin 1985       | San Cristóbal   | Venezuela - Colombie | 2-2   | Tours préliminaires à la Coupe du monde de football 1986 : zone Amérique du Sud  |
| 10 | 30 juin 1985       | Bogota          | Colombie - Venezuela | 2-0   | Tours préliminaires à la Coupe du monde de football 1986 : zone Amérique du Sud  |
| 11 | 3 juillet 1989     | Salvador        | Colombie - Venezuela | 4-2   | Copa América 1989 (gr. A)                                                        |
| 12 | 24 février 1993    | San Cristóbal   | Venezuela - Colombie | 0-0   | Match amical                                                                     |
| 13 | 21 mai 1993        | Bogota          | Colombie - Venezuela | 1-1   | Match amical                                                                     |
| 14 | 28 janvier 1994    | Barinas         | Venezuela - Colombie | 1-2   | Match amical                                                                     |
| 15 | 15 décembre 1996   | San Cristóbal   | Venezuela - Colombie | 0-2   | Qualification pour la Coupe du monde 1998 : zone Amérique du Sud                 |
| 16 | 10 septembre 1997  | Barranquilla    | Colombie - Venezuela | 1-0   | Qualification pour la Coupe du monde 1998 : zone Amérique du Sud                 |
| 17 | 30 mars 1999       | Maracaibo       | Venezuela - Colombie | 0-0   | Match amical                                                                     |
| 18 | 15 avril 1999      | Caracas         | Venezuela - Colombie | 1-1   | Match amical                                                                     |
| 19 | 4 juin 2000        | Bogota          | Colombie - Venezuela | 3-0   | Tours préliminaires à la Coupe du monde de football 2002 : zone Amérique du Sud  |
| 20 | 24 avril 2001      | San Cristóbal   | Venezuela - Colombie | 2-2   | Tours préliminaires à la Coupe du monde de football 2002 : zone Amérique du Sud  |
| 21 | 11 juillet 2001    | Barranquilla    | Colombie - Venezuela | 2-0   | Copa América 2001 (gr. A)                                                        |
| 22 | 7 mai 2002         | Caracas         | Venezuela - Colombie | 0-0   | Match amical                                                                     |
| 23 | 15 novembre 2003   | Barranquilla    | Colombie - Venezuela | 0-1   | Phase qualificative de la Coupe du monde de football 2006 : zone Amérique du Sud |
| 24 | 6 juillet 2004     | Lima            | Colombie - Venezuela | 1-0   | Copa América 2004 (gr. A)                                                        |
| 25 | 26 mars 2005       | Maracaibo       | Venezuela - Colombie | 0-0   | Phase qualificative de la Coupe du monde de football 2006 : zone Amérique du Sud |
| 26 | 1er mars 2006      | Maracaibo       | Venezuela - Colombie | 1-1   | Match amical                                                                     |
| 27 | 17 novembre 2007   | Bogota          | Colombie - Venezuela | 1-0   | Éliminatoires de la Coupe du monde de football 2010 : zone Amérique du Sud       |
| 28 | 30 avril 2008      | Bucaramanga     | Colombie - Venezuela | 5-2   | Match amical                                                                     |
| 29 | 31 mars 2009       | Puerto Ordaz    | Venezuela - Colombie | 2-0   | Éliminatoires de la Coupe du monde de football 2010 : zone Amérique du Sud       |
| 30 | 12 août 2009       | East Rutherford | Venezuela - Colombie | 2-1   | Match amical                                                                     |
| 31 | 3 septembre 2010   | Puerto La Cruz  | Venezuela - Colombie | 0-2   | Match amical                                                                     |
| 32 | 11 novembre 2011   | Barranquilla    | Colombie - Venezuela | 1-1   | Éliminatoires de la Coupe du monde de football 2014 : zone Amérique du Sud       |
| 33 | 26 mars 2013       | Puerto Ordaz    | Venezuela - Colombie | 1-0   | Éliminatoires de la Coupe du monde de football 2014 : zone Amérique du Sud       |
| 34 | 14 juin 2015       | Rancagua        | Colombie - Venezuela | 0-1   | Copa América 2015 (gr. C)                                                        |
| 35 | 1er septembre 2016 | Barranquilla    | Colombie - Venezuela | 2-0   | Éliminatoires de la Coupe du monde de football 2018 : zone Amérique du Sud       |
| 36 | 31 août 2017       | San Cristóbal   | Venezuela - Colombie | 0-0   | Éliminatoires de la Coupe du monde de football 2018 : zone Amérique du Sud       |
| 37 | 7 septembre 2018   | Miami Gardens   | Venezuela - Colombie | 1-2   | Match amical                                                                     |
| 38 | 10 septembre 2019  | Tampa           | Colombie - Venezuela | 0-0   | Match amical                                                                     |
| 39 | 10 Octobre 2020    | Barranquila     | Colombie - Venezuela | 3-0   | Éliminatoire FIFA 2022                                                           |
| 40 | 17 Juin 2021       | Goiânia         | Colombie - Venezuela | 0-0   | Copa América 2021 (gr. B)                                                        |
| 41 | 29 Mars 2022       | Venezuela       | Venezuela - Colombie | 0-1   | Éliminatoire FIFA 2022                                                           |
| 42 | 7 september 2023   | Barranquilla    | Colombia - Venezuela | 1-0   | Éliminatoires de la Coupe du monde de football 2026 : zone Amérique du Sud       |
| 43 | 10 decembre 2023   | Fort Lauderdale | Colombia - Venezuela | 1-0   | Match amical                                                                     |

#### Bilan
Au 2 janvier 2024 :
- Total de matchs disputés : 43
- Victoires de la Colombie : 19
- Victoires du Venezuela : 7
- Matchs nuls : 15
- Total de buts marqués par la Colombie : 53
- Total de buts marqués par le Venezuela : 26

### Corée du Nord

#### Confrontations
Confrontations entre la Corée du Nord et le Venezuela en matchs officiels :
|   | Date        | Lieu           | Match                     | Score | Compétition  |
| - | ----------- | -------------- | ------------------------- | ----- | ------------ |
| 1 | 6 mars 2010 | Puerto La Cruz | Venezuela - Corée du Nord | 2-1   | Match amical |

#### Bilan
| Rang | Équipe        | Pts | J | G | N | P | Bp | Bc | Diff |
| ---- | ------------- | --- | - | - | - | - | -- | -- | ---- |
| 1    | Venezuela     | 3   | 1 | 1 | 0 | 0 | 2  | 1  | +1   |
| 2    | Corée du Nord | 0   | 1 | 0 | 0 | 1 | 1  | 2  | -1   |

### Corée du Sud

#### Confrontations
Confrontations entre la Corée du Sud et le Venezuela en matchs officiels :
|   | Date             | Lieu    | Match                    | Score | Compétition  |
| - | ---------------- | ------- | ------------------------ | ----- | ------------ |
| 1 | 5 septembre 2014 | Bucheon | Corée du Sud - Venezuela | 3-1   | Match amical |

#### Bilan
| Rang | Équipe       | Pts | J | G | N | P | Bp | Bc | Diff |
| ---- | ------------ | --- | - | - | - | - | -- | -- | ---- |
| 1    | Corée du Sud | 3   | 1 | 1 | 0 | 0 | 3  | 1  | +2   |
| 2    | Venezuela    | 0   | 1 | 0 | 0 | 1 | 1  | 3  | -2   |

### Costa Rica

#### Confrontations
Confrontations entre le Costa Rica et le Venezuela en matchs officiels :
|    | Date             | Lieu           | Match                  | Score | Compétition                                                   |
| -- | ---------------- | -------------- | ---------------------- | ----- | ------------------------------------------------------------- |
| 1  | 20 février 1938  | Panama         | Venezuela - Costa Rica | 0-3   | Jeux d'Amérique centrale et des Caraïbes de 1938 (tour final) |
| 2  | 14 décembre 1946 | Barranquilla   | Costa Rica - Venezuela | 4-2   | Jeux d'Amérique centrale et des Caraïbes de 1946 (tour final) |
| 3  | 14 décembre 1951 | Buenos Aires   | Costa Rica - Venezuela | 3-1   | Jeux panaméricains de 1951 (finale)                           |
| 4  | 1er juillet 1980 | Mérida         | Venezuela - Costa Rica | 2-0   | Match amical                                                  |
| 5  | 5 juillet 1980   | Valera         | Venezuela - Costa Rica | 1-1   | Match amical                                                  |
| 6  | 2 octobre 1996   | Barinas        | Venezuela - Costa Rica | 2-0   | Match amical                                                  |
| 7  | 19 février 1997  | Heredia        | Costa Rica - Venezuela | 5-2   | Match amical                                                  |
| 8  | 10 août 2000     | Alajuela       | Costa Rica - Venezuela | 1-5   | Match amical                                                  |
| 9  | 18 avril 2001    | San José       | Costa Rica - Venezuela | 2-2   | Match amical                                                  |
| 10 | 13 mai 2009      | San Cristóbal  | Venezuela - Costa Rica | 1-1   | Match amical                                                  |
| 11 | 27 juin 2009     | San José       | Costa Rica - Venezuela | 1-0   | Match amical                                                  |
| 12 | 9 février 2011   | Puerto La Cruz | Venezuela - Costa Rica | 2-2   | Match amical                                                  |
| 13 | 22 décembre 2011 | Barquisimeto   | Venezuela - Costa Rica | 0-2   | Match amical                                                  |
| 14 | 3 février 2016   | Barinas        | Venezuela - Costa Rica | 1-0   | Match amical                                                  |
| 15 | 27 mai 2016      | San José       | Costa Rica - Venezuela | 2-1   | Match amical                                                  |

#### Bilan
Au 22 juillet 2018 :
- Total de matchs disputés : 15
- Victoires du Costa Rica : 7
- Victoires du Venezuela : 4
- Matchs nuls : 4
- Total de buts marqués par le Costa Rica : 27
- Total de buts marqués par le Venezuela : 22

### Cuba

#### Confrontations
Confrontations entre Cuba et le Venezuela en matchs officiels :
|   | Date         | Lieu     | Match            | Score | Compétition                                                   |
| - | ------------ | -------- | ---------------- | ----- | ------------------------------------------------------------- |
| 1 | 5 août 1962  | Kingston | Venezuela - Cuba | 3-0   | Jeux d'Amérique centrale et des Caraïbes de 1962 (tour final) |
| 2 | 24 mars 2007 | Mérida   | Venezuela - Cuba | 3-1   | Match amical                                                  |

#### Bilan
Au 22 juillet 2018 :
- Total de matchs disputés : 2
- Victoires de Cuba : 0
- Victoires du Venezuela : 2
- Matchs nuls : 0
- Total de buts marqués par Cuba : 1
- Total de buts marqués par le Venezuela : 6

### Curaçao

#### Confrontations
Confrontations entre Curaçao et le Venezuela en matchs officiels :
|   | Date             | Lieu         | Match               | Score | Compétition                                                   |
| - | ---------------- | ------------ | ------------------- | ----- | ------------------------------------------------------------- |
| 1 | 19 décembre 1946 | Barranquilla | Venezuela - Curaçao | 0-1   | Jeux d'Amérique centrale et des Caraïbes de 1946 (tour final) |

#### Bilan
| Rang | Équipe    | Pts | J | G | N | P | Bp | Bc | Diff |
| ---- | --------- | --- | - | - | - | - | -- | -- | ---- |
| 1    | Curaçao   | 3   | 1 | 1 | 0 | 0 | 1  | 0  | +1   |
| 2    | Venezuela | 0   | 1 | 0 | 0 | 1 | 0  | 1  | -1   |

## E

### Émirats arabes unis

#### Confrontations
Confrontations entre les Émirats arabes unis et le Venezuela en matchs officiels :
|   | Date            | Lieu      | Match                           | Score | Compétition  |
| - | --------------- | --------- | ------------------------------- | ----- | ------------ |
| 1 | 16 octobre 2018 | Barcelone | Émirats arabes unis - Venezuela | 0-2   | Match amical |

#### Bilan
Au 17 octobre 2018 :
- Total de matchs disputés : 1
- Victoires des Émirats arabes unis : 0
- Matchs nuls : 0
- Victoires du Venezuela : 1
- Total de buts marqués par les Émirats arabes unis : 0
- Total de buts marqués par le Venezuela : 2

### Équateur

#### Confrontations
Confrontations entre l'Équateur et le Venezuela en matchs officiels.
|    | Date               | Lieu           | Match                | Score | Compétition                                                                |
| -- | ------------------ | -------------- | -------------------- | ----- | -------------------------------------------------------------------------- |
| 1  | 19 août 1938       | Bogota         | Équateur - Venezuela | 5-2   | Jeux bolivariens 1938                                                      |
| 2  | 20 janvier 1977    | Caracas        | Venezuela - Équateur | 1-0   | Match amical                                                               |
| 3  | 15 juin 1993       | Quito          | Équateur - Venezuela | 6-1   | Copa América 1993 (gr. A)                                                  |
| 4  | 8 août 1993        | Quito          | Équateur - Venezuela | 5-0   | Qualification pour la Coupe du monde 1994 (zone AmSud - gr. B)             |
| 5  | 12 septembre 1993  | Ciudad Guayana | Venezuela - Équateur | 2-1   | Qualification pour la Coupe du monde 1994 (zone AmSud - gr. B)             |
| 6  | 2 février 1996     | Caracas        | Venezuela - Équateur | 0-1   | Match amical                                                               |
| 7  | 1er septembre 1996 | Quito          | Équateur - Venezuela | 1-0   | Qualification pour la Coupe du monde 1998 : zone Amérique du Sud           |
| 8  | 6 juillet 1997     | Maracaibo      | Venezuela - Équateur | 1-1   | Qualification pour la Coupe du monde 1998 : zone Amérique du Sud           |
| 9  | 19 mai 1999        | Guayaquil      | Équateur - Venezuela | 0-2   | Match amical                                                               |
| 10 | 15 juin 1999       | Caracas        | Venezuela - Équateur | 3-2   | Match amical                                                               |
| 11 | 29 mars 2000       | Quito          | Équateur - Venezuela | 2-0   | Qualification pour la Coupe du monde 2002 : zone Amérique du Sud           |
| 12 | 15 novembre 2000   | Maracaibo      | Venezuela - Équateur | 1-2   | Qualification pour la Coupe du monde 2002 : zone Amérique du Sud           |
| 13 | 17 juillet 2001    | Barranquilla   | Équateur - Venezuela | 4-0   | Copa América 2001 (gr. A)                                                  |
| 14 | 20 octobre 2002    | Caracas        | Venezuela - Équateur | 2-0   | Match amical                                                               |
| 15 | 6 septembre 2003   | Quito          | Équateur - Venezuela | 2-0   | Qualification pour la Coupe du monde 2006 : zone Amérique du Sud           |
| 16 | 14 octobre 2004    | San Cristóbal  | Venezuela - Équateur | 3-1   | Qualification pour la Coupe du monde 2006 : zone Amérique du Sud           |
| 17 | 6 septembre 2003   | Loja           | Équateur - Venezuela | 3-1   | Match amical                                                               |
| 18 | 13 octobre 2007    | Quito          | Équateur - Venezuela | 0-1   | Éliminatoires de la Coupe du monde de football 2010 : zone Amérique du Sud |
| 19 | 15 octobre 2008    | Puerto La Cruz | Venezuela - Équateur | 3-1   | Éliminatoires de la Coupe du monde de football 2010 : zone Amérique du Sud |
| 20 | 7 septembre 2010   | Barquisimeto   | Venezuela - Équateur | 1-0   | Match amical                                                               |
| 21 | 17 novembre 2010   | Quito          | Équateur - Venezuela | 4-1   | Match amical                                                               |
| 22 | 9 juillet 2011     | Salta          | Venezuela - Équateur | 1-0   | Copa América 2011 (gr. B)                                                  |
| 23 | 7 octobre 2011     | Quito          | Équateur - Venezuela | 2-0   | Éliminatoires de la Coupe du monde de football 2014 : zone Amérique du Sud |
| 24 | 16 octobre 2012    | Puerto La Cruz | Venezuela - Équateur | 1-1   | Éliminatoires de la Coupe du monde de football 2014 : zone Amérique du Sud |
| 25 | 17 novembre 2015   | Puerto Ordaz   | Venezuela - Équateur | 1-3   | Éliminatoires de la Coupe du monde de football 2018 : zone Amérique du Sud |
| 26 | 15 novembre 2016   | Quito          | Équateur - Venezuela | 3-0   | Éliminatoires de la Coupe du monde de football 2018 : zone Amérique du Sud |
| 27 | 8 juin 2017        | Boca Raton     | Venezuela - Équateur | 1-1   | Match amical                                                               |
| 28 | 1er juin 2019      | Miami          | Venezuela - Équateur | 1-1   | Match amical                                                               |
| 29 | 20 juin 2021       | Rio de Janeiro | Venezuela - Équateur | 2-2   | Copa América 2021 (gr. B)                                                  |
| 30 | 16 Novembre 2023   | Puerto Ordaz   | Venezuela - Équateur | 0-0   | QUALIF. COUPE DU MONDE AMÉ. SUD                                            |
| 31 | 22 Juin 2024       | Santa Clara    | Équateur - Venezuela | 1-2   | Copa América 2024 (gr. B)                                                  |
| 32 | 20 Mars 2025       | Quito          | Équateur - Venezuela |       | QUALIF. COUPE DU MONDE AMÉ. SUD                                            |

#### Bilan
- Total de matchs disputés : 31
- Victoires du Venezuela : 13
- Victoires de l'Équateur : 16
- Matchs nuls : 6
- Total de buts marqués par le Venezuela :32
- Total de buts marqués par l'Équateur : 53

### Espagne

#### Confrontations
Confrontations entre l'Espagne et le Venezuela en matchs officiels :
|   | Date            | Lieu           | Match               | Score | Compétition  |
| - | --------------- | -------------- | ------------------- | ----- | ------------ |
| 1 | 28 juin 1981    | Caracas        | Venezuela - Espagne | 0-2   | Match amical |
| 2 | 18 août 2004    | Las Palmas     | Espagne - Venezuela | 3-2   | Match amical |
| 3 | 7 juin 2011     | Puerto La Cruz | Venezuela - Espagne | 0-3   | Match amical |
| 4 | 29 février 2012 | Malaga         | Espagne - Venezuela | 5-0   | Match amical |

#### Bilan
| Rang | Équipe    | Pts | J | G | N | P | Bp | Bc | Diff |
| ---- | --------- | --- | - | - | - | - | -- | -- | ---- |
| 1    | Espagne   | 12  | 4 | 4 | 0 | 0 | 13 | 2  | +11  |
| 2    | Venezuela | 0   | 4 | 0 | 0 | 4 | 2  | 13 | -11  |

### Estonie

#### Confrontations
Confrontations entre l'Estonie et le Venezuela en matchs officiels :
|   | Date           | Lieu      | Match               | Score | Compétition  |
| - | -------------- | --------- | ------------------- | ----- | ------------ |
| 1 | 9 février 2005 | Maracaibo | Venezuela - Estonie | 3-0   | Match amical |

#### Bilan
| Rang | Équipe    | Pts | J | G | N | P | Bp | Bc | Diff |
| ---- | --------- | --- | - | - | - | - | -- | -- | ---- |
| 1    | Venezuela | 3   | 1 | 1 | 0 | 0 | 3  | 0  | +3   |
| 2    | Estonie   | 0   | 1 | 0 | 0 | 1 | 0  | 3  | -3   |

### États-Unis

#### Confrontations
Confrontations entre les États-Unis et le Venezuela en matchs officiels :
|   | Date            | Lieu       | Match                  | Score | Compétition               |
| - | --------------- | ---------- | ---------------------- | ----- | ------------------------- |
| 1 | 22 juin 1993    | Quito      | Venezuela - États-Unis | 3-3   | Copa América 1993 (gr. A) |
| 2 | 29 mars 2003    | Seattle    | États-Unis - Venezuela | 2-0   | Match amical              |
| 3 | 26 mai 2006     | Cleveland  | États-Unis - Venezuela | 2-0   | Match amical              |
| 4 | 21 janvier 2012 | Glendale   | États-Unis - Venezuela | 1-0   | Match amical              |
| 5 | 3 juin 2017     | Sandy      | États-Unis - Venezuela | 1-1   | Match amical              |
| 6 | 9 juin 2019     | Cincinnati | États-Unis - Venezuela | 0-3   | Match amical              |

#### Bilan
Au 16 juin 2019 :
- Total de matchs disputés : 6
- Victoires des États-Unis : 3
- Victoires du Venezuela : 1
- Matchs nuls : 2
- Total de buts marqués par les États-Unis : 9
- Total de buts marqués par le Venezuela : 7

## G

### Guatemala

#### Confrontations
Confrontations entre le Guatemala et le Venezuela en matchs officiels :
|   | Date             | Lieu            | Match                 | Score | Compétition                                                   |
| - | ---------------- | --------------- | --------------------- | ----- | ------------------------------------------------------------- |
| 1 | 23 décembre 1946 | Barranquilla    | Venezuela - Guatemala | 3-2   | Jeux d'Amérique centrale et des Caraïbes de 1946 (tour final) |
| 2 | 27 mars 1996     | Guatemala       | Guatemala - Venezuela | 3-0   | Match amical                                                  |
| 3 | 21 décembre 2004 | Caracas         | Venezuela - Guatemala | 0-1   | Match amical                                                  |
| 4 | 15 novembre 2006 | Caracas         | Venezuela - Guatemala | 2-1   | Match amical                                                  |
| 5 | 11 février 2009  | Maturín         | Venezuela - Guatemala | 2-1   | Match amical                                                  |
| 6 | 1er juin 2011    | Guatemala       | Guatemala - Venezuela | 0-2   | Match amical                                                  |
| 7 | 2 juin 2016      | Fort Lauderdale | Guatemala - Venezuela | 1-1   | Match amical                                                  |
| 8 | 18 juin 2023     | East Hartford   | Venezuela - Guatemala | 1-0   | match amical                                                  |
| 9 | 24 mars 2024     | Houston         | Guatemala - Venezuela | 0-0   | match amical                                                  |

#### Bilan
Au 30 mars 2024 :
- Total de matchs disputés : 9
- Victoires du Guatemala : 2
- Victoires du Venezuela : 5
- Matchs nuls : 2
- Total de buts marqués par le Guatemala : 9
- Total de buts marqués par le Venezuela : 11

### Guinée

#### Confrontations
Confrontations entre la Guinée et le Venezuela en matchs officiels :
|   | Date             | Lieu    | Match              | Score | Compétition  |
| - | ---------------- | ------- | ------------------ | ----- | ------------ |
| 1 | 6 septembre 2011 | Caracas | Venezuela - Guinée | 2-1   | Match amical |

#### Bilan
Au 22 juillet 2018 :
- Total de matchs disputés : 1
- Victoires de la Guinée : 0
- Victoires du Venezuela : 1
- Matchs nuls : 0
- Total de buts marqués par la Guinée : 1
- Total de buts marqués par le Venezuela : 2

## H

### Haïti

#### Confrontations
Confrontations entre Haïti et le Venezuela en matchs officiels, :
|   | Date              | Lieu           | Match             | Score | Compétition  |
| - | ----------------- | -------------- | ----------------- | ----- | ------------ |
| 1 | 5 avril 1944      | Willemstad     | Haïti - Venezuela | 0-2   | Match amical |
| 2 | 10 mars 1956      | Port-au-Prince | Haïti - Venezuela | 1-1   | Match amical |
| 3 | 16 mars 1956      | Port-au-Prince | Haïti - Venezuela | 3-0   | Match amical |
| 4 | 28 septembre 1999 | Port-au-Prince | Haïti - Venezuela | 3-2   | Match amical |
| 5 | 20 août 2003      | Caracas        | Venezuela - Haïti | 3-2   | Match amical |
| 6 | 3 février 2008    | Maturín        | Venezuela - Haïti | 1-0   | Match amical |
| 7 | 6 février 2008    | Puerto La Cruz | Venezuela - Haïti | 1-1   | Match amical |

#### Bilan
Au 22 juillet 2018 :
- Total de matchs disputés : 7
- Victoires d'Haïti : 2
- Victoires du Venezuela : 3
- Matchs nuls : 2
- Total de buts marqués par Haïti : 10
- Total de buts marqués par le Venezuela : 10

### Honduras

#### Confrontations
Confrontations entre le Honduras et le Venezuela en matchs officiels :
|    | Date             | Lieu            | Match                | Score | Compétition  |
| -- | ---------------- | --------------- | -------------------- | ----- | ------------ |
| 1  | 22 juin 1996     | San Pedro Sula  | Honduras - Venezuela | 1-0   | Match amical |
| 2  | 7 juin 2003      | Miami           | Venezuela - Honduras | 2-1   | Match amical |
| 3  | 10 mars 2004     | Maracaibo       | Venezuela - Honduras | 2-1   | Match amical |
| 4  | 16 août 2006     | Maracay         | Venezuela - Honduras | 0-0   | Match amical |
| 5  | 25 mai 2007      | Mérida          | Venezuela - Honduras | 2-1   | Match amical |
| 6  | 30 mai 2008      | Fort Lauderdale | Honduras - Venezuela | 1-1   | Match amical |
| 7  | 21 avril 2010    | San Pedro Sula  | Honduras - Venezuela | 0-1   | Match amical |
| 8  | 10 août 2011     | Fort Lauderdale | Honduras - Venezuela | 2-0   | Match amical |
| 9  | 5 mars 2014      | San Pedro Sula  | Honduras - Venezuela | 2-1   | Match amical |
| 10 | 4 février 2015   | San Pedro Sula  | Honduras - Venezuela | 2-3   | Match amical |
| 11 | 11 février 2015  | Barinas         | Venezuela - Honduras | 2-1   | Match amical |
| 12 | 4 septembre 2015 | Puerto Ordaz    | Venezuela - Honduras | 0-3   | Match amical |
| 13 | 15 juin 2023     | Washington      | Venezuela - Honduras | 1-0   | Match amical |

#### Bilan
Au 22 juin 2023 :
- Total de matchs disputés : 15
- Victoires du Honduras : 4
- Victoires du Venezuela : 7
- Matchs nuls : 2
- Total de buts marqués par le Honduras : 15
- Total de buts marqués par le Venezuela : 15

## I

### Iran

#### Confrontations
Confrontations entre l'Iran et le Venezuela en matchs officiels :
|   | Date             | Lieu       | Match            | Score | Compétition  |
| - | ---------------- | ---------- | ---------------- | ----- | ------------ |
| 1 | 1er mars 2002    | Casablanca | Iran - Venezuela | 1-0   | Match amical |
| 2 | 13 novembre 2017 | Nimègue    | Iran - Venezuela | 1-0   | Match amical |
| 3 | 16 novembre 2018 | Doha       | Iran - Venezuela | 1-1   | Match amical |

#### Bilan
Au 30 novembre 2018 :
- Total de matchs disputés : 3
- Victoires de l'Iran : 2
- Victoires du Venezuela : 0
- Matchs nuls : 1
- Total de buts marqués par l'Iran : 3
- Total de buts marqués par le Venezuela : 1

### Italie

#### Confrontations
Confronations entre le Italie et le Venezuela :
|   | Date         | Lieu            | Match              | Score | Compétition  |
| - | ------------ | --------------- | ------------------ | ----- | ------------ |
| 1 | 21 mars 2024 | Fort Lauderdale | Venezuela - Italie | 1-2   | Match amical |

#### Bilan
Au 29 mars 2024 :
- Total de matchs disputés : 1
- Victoires de l'Italie : 2
- Victoires du Venezuela : 1
- Matchs nuls : 0
- Total de buts marqués par l'Italie : 2
- Total de buts marqués par le Venezuela : 1

## J

### Jamaïque

#### Confrontations
Confrontations entre la Jamaïque et le Venezuela en matchs officiels :
|   | Date            | Lieu        | Match                | Score | Compétition                                               |
| - | --------------- | ----------- | -------------------- | ----- | --------------------------------------------------------- |
| 1 | 17 août 1962    | Kingston    | Jamaïque - Venezuela | 0-2   | Jeux d'Amérique centrale et des Caraïbes de 1962 (finale) |
| 2 | 12 février 1997 | Kingston    | Jamaïque - Venezuela | 0-0   | Match amical                                              |
| 3 | 2 avril 2003    | Caracas     | Venezuela - Jamaïque | 2-0   | Match amical                                              |
| 4 | 28 avril 2004   | Kingston    | Jamaïque - Venezuela | 2-1   | Match amical                                              |
| 5 | 25 mars 2011    | Montego Bay | Jamaïque - Venezuela | 0-2   | Match amical                                              |
| 6 | 27 mars 2015    | Montego Bay | Jamaïque - Venezuela | 2-1   | Match amical                                              |
| 7 | 5 juin 2016     | Chicago     | Venezuela - Jamaïque | 1-0   | Copa América Centenario (gr. C)                           |
| 8 | 30 juin 2024    | Austin      | Jamaïque - Venezuela | 0-3   | Copa america 2024 (gr. B)                                 |

#### Bilan
- Total de matchs disputés : 8
- Victoires de la Jamaïque : 2
- Victoires du Venezuela : 5
- Matchs nuls : 1
- Total de buts marqués par la Jamaïque : 4
- Total de buts marqués par le Venezuela : 12

### Japon

#### Confrontations
Confrontations entre le Japon et le Venezuela en matchs officiels :
|   | Date             | Lieu     | Match             | Score | Compétition  |
| - | ---------------- | -------- | ----------------- | ----- | ------------ |
| 1 | 2 février 2010   | Ōita     | Japon - Venezuela | 0-0   | Match amical |
| 2 | 15 août 2012     | Sapporo  | Japon - Venezuela | 1-1   | Match amical |
| 3 | 9 septembre 2014 | Yokohama | Japon - Venezuela | 2-2   | Match amical |
| 4 | 20 novembre 2018 | Ōita     | Japon - Venezuela | 1-1   | Match amical |

#### Bilan
Au 30 novembre 2018 :
- Total de matchs disputés : 4
- Victoires du Japon : 0
- Victoires du Venezuela : 0
- Matchs nuls : 4
- Total de buts marqués par le Japon : 4
- Total de buts marqués par le Venezuela : 4

## M

### Malte
Confrontations entre le Venezuela et le Malte en matchs officiels :
|   | Date        | Lieu     | Match             | Score | Compétition  |
| - | ----------- | -------- | ----------------- | ----- | ------------ |
| 1 | 9 juin 2022 | Ta' Qali | Malte - Venezuela | 0-1   | Match amical |

#### Bilan
Au 10 juillet 2022 :
- Total de matchs de disputés : 1
- Victoires du Venezuela : 1
- Victoires de Malte : 0
- Matchs nuls : 0
- Total de buts marqués par le Venezuela : 1
- Total de buts marqués par le Malte : 0

### Mexique

#### Confrontations
Confrontations entre le Mexique et le Venezuela en matchs officiels :
|    | Date            | Lieu            | Match                | Score | Compétition                                                   |
| -- | --------------- | --------------- | -------------------- | ----- | ------------------------------------------------------------- |
| 1  | 14 février 1938 | Panama          | Mexique - Venezuela  | 1-0   | Jeux d'Amérique centrale et des Caraïbes de 1938 (tour final) |
| 2  | 24 janvier 1984 | Mexico          | Mexique - Venezuela  | 3-0   | Match amical                                                  |
| 3  | 9 juillet 1995  | Maldonado       | Mexique - Venezuela  | 3-1   | Copa América 1995 (premier tour)                              |
| 4  | 6 juillet 1999  | Ciudad del Este | Mexique - Venezuela  | 3-1   | Copa América 1999 (premier tour)                              |
| 5  | 5 juillet 2000  | Monterrey       | Mexique - Venezuela  | 2-1   | Match amical                                                  |
| 6  | 5 mai 2006      | Los Angeles     | Mexique - Venezuela  | 1-1   | Match amical                                                  |
| 7  | 28 février 2007 | San Diego       | Mexique - Venezuela  | 3-1   | Match amical                                                  |
| 8  | 24 juin 2009    | Atlanta         | Mexique - Venezuela  | 4-0   | Match amical                                                  |
| 9  | 12 octobre 2010 | Ciudad Juárez   | Mexique - Venezuela  | 2-2   | Match amical                                                  |
| 10 | 29 mars 2011    | San Diego       | Mexique - Venezuela  | 1-1   | Match amical                                                  |
| 11 | 25 janvier 2012 | Houston         | Mexique - Venezuela  | 3-1   | Match amical                                                  |
| 12 | 13 juin 2016    | Houston         | Mexique - Venezuela  | 1-1   | Copa América Centenario (gr. C)                               |
| 13 | 5 juin 2019     | Atlanta         | Mexique - Venezuela  | 3-1   | Match amical                                                  |
| 14 | 27 juin 2024    | Los Angeles     | Venezuela vs Mexique | 1-0   | Copa América 2024 (gr. B)                                     |

#### Bilan
- Total de matchs disputés : 14
- Victoires du Mexique : 10
- Victoires du Venezuela :1
- Matchs nuls : 3
- Total de buts marqués par le Mexique : 30
- Total de buts marqués par le Venezuela : 11

### Moldavie

#### Confrontations
Confrontations entre la Moldavie et le Venezuela en matchs officiels :
|   | Date        | Lieu         | Match                | Score | Compétition  |
| - | ----------- | ------------ | -------------------- | ----- | ------------ |
| 1 | 23 mai 2010 | Puerto Ordaz | Venezuela - Moldavie | 4-0   | Match amical |

#### Bilan
| Rang | Équipe    | Pts | J | G | N | P | Bp | Bc | Diff |
| ---- | --------- | --- | - | - | - | - | -- | -- | ---- |
| 1    | Venezuela | 3   | 1 | 1 | 0 | 0 | 4  | 0  | +4   |
| 2    | Moldavie  | 0   | 1 | 0 | 0 | 1 | 0  | 4  | -4   |

## N

### Nigeria

#### Confrontations
Confrontations entre le Nigeria et le Venezuela en matchs officiels :
|   | Date             | Lieu    | Match               | Score | Compétition  |
| - | ---------------- | ------- | ------------------- | ----- | ------------ |
| 1 | 26 juillet 2003  | Watford | Nigeria - Venezuela | 1-0   | Match amical |
| 2 | 14 novembre 2012 | Miami   | Venezuela - Nigeria | 1-3   | Match amical |

#### Bilan
| Rang | Équipe    | Pts | J | G | N | P | Bp | Bc | Diff |
| ---- | --------- | --- | - | - | - | - | -- | -- | ---- |
| 1    | Nigeria   | 6   | 2 | 2 | 0 | 0 | 4  | 1  | +3   |
| 2    | Venezuela | 0   | 2 | 0 | 0 | 2 | 1  | 4  | -3   |

### Nouvelle-Zélande

#### Confrontations
Confrontations entre la Nouvelle-Zélande et le Venezuela en matchs officiels :
|   | Date         | Lieu      | Match                        | Score | Compétition  |
| - | ------------ | --------- | ---------------------------- | ----- | ------------ |
| 1 | 28 mars 2007 | Maracaibo | Venezuela - Nouvelle-Zélande | 5-0   | Match amical |

#### Bilan
| Rang | Équipe           | Pts | J | G | N | P | Bp | Bc | Diff |
| ---- | ---------------- | --- | - | - | - | - | -- | -- | ---- |
| 1    | Venezuela        | 3   | 1 | 1 | 0 | 0 | 5  | 0  | +5   |
| 2    | Nouvelle-Zélande | 0   | 1 | 0 | 0 | 1 | 0  | 5  | -5   |

## P

### Panama

#### Confrontations
Confrontations entre le Panama et le Venezuela en matchs officiels :
|    | Date              | Lieu           | Match              | Score | Compétition                                                   |
| -- | ----------------- | -------------- | ------------------ | ----- | ------------------------------------------------------------- |
| 1  | 12 février 1938   | Panama         | Panama - Venezuela | 3-1   | Jeux d'Amérique centrale et des Caraïbes de 1938 (tour final) |
| 2  | 16 décembre 1946  | Barranquilla   | Panama - Venezuela | 2-1   | Jeux d'Amérique centrale et des Caraïbes de 1946 (tour final) |
| 3  | 8 mars 1956       | Port-au-Prince | Venezuela - Panama | 1-0   | Match amical                                                  |
| 4  | 14 mars 1956      | Port-au-Prince | Venezuela - Panama | 4-2   | Match amical                                                  |
| 5  | 14 janvier 1959   | Caracas        | Venezuela - Panama | 2-2   | Jeux d'Amérique centrale et des Caraïbes de 1959 (tour final) |
| 6  | 21 juillet 1996   | Panama         | Panama - Venezuela | 0-2   | Match amical                                                  |
| 7  | 31 mai 2000       | San Cristóbal  | Venezuela - Panama | 3-1   | Match amical                                                  |
| 8  | 21 juin 2000      | Panama         | Panama - Venezuela | 2-0   | Match amical                                                  |
| 9  | 25 mai 2005       | Caracas        | Venezuela - Panama | 1-1   | Match amical                                                  |
| 10 | 12 septembre 2007 | Puerto La Cruz | Venezuela - Panama | 1-1   | Match amical                                                  |
| 11 | 3 mars 2010       | Barquisimeto   | Venezuela - Panama | 0-2   | Match amical                                                  |
| 12 | 11 août 2010      | Panama         | Panama - Venezuela | 3-1   | Match amical                                                  |
| 13 | 8 septembre 2015  | Puerto Ordaz   | Venezuela - Panama | 1-1   | Match amical                                                  |
| 14 | 24 mai 2016       | Panama         | Panama - Venezuela | 0-0   | Match amical                                                  |
| 15 | 11 septembre 2018 | Panama         | Panama - Venezuela | 0-2   | Match amical                                                  |

#### Bilan
Au 17 octobre 2018 :
- Total de matchs disputés : 15
- Victoires du Panama : 5
- Victoires du Venezuela : 5
- Matchs nuls : 5
- Total de buts marqués par le Panama : 20
- Total de buts marqués par le Venezuela : 21

### Paraguay

#### Confrontations
Confrontations entre le Paraguay et le Venezuela en matchs officiels.
|    | Date              | Lieu            | Match                | Score           | Compétition                                                                |
| -- | ----------------- | --------------- | -------------------- | --------------- | -------------------------------------------------------------------------- |
| 1  | 1er février 1967  | Montevideo      | Paraguay - Venezuela | 5-3             | Championnat sud-américain de football de 1967                              |
| 2  | 7 août 1969       | Caracas         | Venezuela - Paraguay | 0-2             | Qualifications pour la Coupe du monde 1970 (zone AmSud - gr. 2)            |
| 3  | 21 août 1969      | Asuncion        | Paraguay - Venezuela | 1-0             | Qualifications pour la Coupe du monde 1970 (zone AmSud - gr. 2)            |
| 4  | 11 juin 1972      | Campo Grande    | Paraguay - Venezuela | 4-1             | Coupe de l'Indépendance (gr. 3)                                            |
| 5  | 26 mars 1989      | Caracas         | Venezuela - Paraguay | 1-2             | Match amical                                                               |
| 6  | 30 mars 1989      | Maturín         | Venezuela - Paraguay | 0-0             | Match amical                                                               |
| 7  | 7 juillet 1989    | Salvador        | Paraguay - Venezuela | 3-0             | Copa América 1989 (gr. A)                                                  |
| 8  | 10 juillet 1991   | Santiago        | Paraguay - Venezuela | 5-0             | Copa América 1991 (gr. A)                                                  |
| 9  | 12 juillet 1995   | Maldonado       | Paraguay - Venezuela | 3-2             | Copa América 1995 (gr. A)                                                  |
| 10 | 12 janvier 1997   | Mérida          | Venezuela - Paraguay | 0-2             | Qualification pour la Coupe du monde 1998 : zone Amérique du Sud           |
| 11 | 12 octobre 1997   | Asuncion        | Paraguay - Venezuela | 1-0             | Qualification pour la Coupe du monde 1998 : zone Amérique du Sud           |
| 12 | 2 septembre 2000  | Asuncion        | Paraguay - Venezuela | 3-0             | Qualification pour la Coupe du monde 2002 : zone Amérique du Sud           |
| 13 | 8 novembre 2001   | San Cristóbal   | Venezuela - Paraguay | 3-1             | Qualification pour la Coupe du monde 2002 : zone Amérique du Sud           |
| 14 | 5 septembre 2004  | Asuncion        | Paraguay - Venezuela | 1-0             | Qualification pour la Coupe du monde 2006 : zone Amérique du Sud           |
| 15 | 8 octobre 2005    | Maracaibo       | Venezuela - Paraguay | 0-1             | Qualification pour la Coupe du monde 2006 : zone Amérique du Sud           |
| 16 | 22 juillet 2007   | Ciudad del Este | Paraguay - Venezuela | 1-1             | Match amical                                                               |
| 17 | 8 septembre 2007  | Puerto Ordaz    | Venezuela - Paraguay | 3-2             | Match amical                                                               |
| 18 | 9 septembre 2008  | Asuncion        | Paraguay - Venezuela | 2-0             | Éliminatoires de la Coupe du monde de football 2010 : zone Amérique du Sud |
| 19 | 10 octobre 2009   | Puerto Ordaz    | Venezuela - Paraguay | 1-2             | Éliminatoires de la Coupe du monde de football 2010 : zone Amérique du Sud |
| 20 | 13 juillet 2011   | Salta           | Paraguay - Venezuela | 3-3             | Copa América 2011 (gr. B)                                                  |
| 21 | 20 juillet 2011   | Mendoza         | Paraguay - Venezuela | 0-0 (tab : 5-3) | Copa América 2011 (demi-finale)                                            |
| 22 | 11 septembre 2012 | Asuncion        | Paraguay - Venezuela | 0-2             | Éliminatoires de la Coupe du monde de football 2014 : zone Amérique du Sud |
| 23 | 11 octobre 2013   | San Cristóbal   | Venezuela - Paraguay | 1-1             | Éliminatoires de la Coupe du monde de football 2014 : zone Amérique du Sud |
| 24 | 8 octobre 2015    | Puerto Ordaz    | Venezuela - Paraguay | 0-1             | Éliminatoires de la Coupe du monde de football 2018 : zone Amérique du Sud |
| 25 | 10 octobre 2017   | Asuncion        | Paraguay - Venezuela | 0-1             | Éliminatoires de la Coupe du monde de football 2018 : zone Amérique du Sud |
| 26 | 9 septembre 2021  | Asuncion        | Paraguay - Venezuela | 2-1             | Éliminatoires de la Coupe du monde de football 2022 : zone Amérique du Sud |

#### Bilan
Au 20 octobre 2023 :
- Total de matchs disputés : 26
- Victoires du Venezuela  : 5
- Victoires du Paraguay : 18
- Matchs nuls : 5
- Total de buts marqués par le Venezuela : 23
- Total de buts marqués par le Paraguay : 48

### Pérou

#### Confrontations
Confrontations entre le Venezuela et le Pérou en matchs officiels :
|    | Date              | Lieu            | Match             | Score | Compétition                                                                |
| -- | ----------------- | --------------- | ----------------- | ----- | -------------------------------------------------------------------------- |
| 1  | 17 août 1938      | Bogota          | Pérou - Venezuela | 2-1   | Jeux bolivariens de 1938 (tour final)                                      |
| 2  | 16 mai 1965       | Lima            | Pérou - Venezuela | 1-0   | Qualification pour la Coupe du monde 1966 (zone AmSud - gr. 1)             |
| 3  | 2 juin 1965       | Caracas         | Venezuela - Pérou | 3-6   | Qualification pour la Coupe du monde 1966 (zone AmSud - gr. 1)             |
| 4  | 18 juin 1972      | Manaus          | Pérou - Venezuela | 1-0   | Coupe de l'Indépendance (gr. 3)                                            |
| 5  | 2 juin 1985       | San Cristóbal   | Venezuela - Pérou | 0-1   | Qualification pour la Coupe du monde 1986 (zone AmSud - gr. 1)             |
| 6  | 16 juin 1985      | Lima            | Pérou - Venezuela | 4-1   | Qualification pour la Coupe du monde 1986 (zone AmSud - gr. 1)             |
| 7  | 18 mai 1989       | Lima            | Pérou - Venezuela | 2-1   | Math amical                                                                |
| 8  | 25 juin 1989      | San Cristóbal   | Venezuela - Pérou | 3-1   | Math amical                                                                |
| 9  | 5 juillet 1989    | Salvador        | Pérou - Venezuela | 1-1   | Copa América 1989 (gr. A)                                                  |
| 10 | 12 juillet 1991   | Santiago        | Pérou - Venezuela | 5-1   | Copa América 1991 (gr. A)                                                  |
| 11 | 23 janvier 1993   | Puerto La Cruz  | Venezuela - Pérou | 0-0   | Math amical                                                                |
| 12 | 11 juin 1993      | Arequipa        | Pérou - Venezuela | 3-1   | Math amical                                                                |
| 13 | 10 novembre 1996  | Lima            | Pérou - Venezuela | 4-1   | Qualification pour la Coupe du monde 1998 : zone Amérique du Sud           |
| 14 | 18 juin 1997      | Sucre           | Pérou - Venezuela | 2-0   | Copa América 1997 (gr. B)                                                  |
| 15 | 20 août 1997      | Barinas         | Venezuela - Pérou | 0-3   | Qualification pour la Coupe du monde 1998 : zone Amérique du Sud           |
| 16 | 20 juin 1999      | Valencia        | Venezuela - Pérou | 3-0   | Math amical                                                                |
| 17 | 23 juin 1999      | Lima            | Pérou - Venezuela | 3-0   | Math amical                                                                |
| 18 | 16 août 2000      | Lima            | Pérou - Venezuela | 1-0   | Qualification pour la Coupe du monde 2002 : zone Amérique du Sud           |
| 19 | 6 octobre 2001    | San Cristóbal   | Venezuela - Pérou | 3-0   | Qualification pour la Coupe du monde 2002 : zone Amérique du Sud           |
| 20 | 26 juin 2003      | Miami           | Pérou - Venezuela | 1-0   | Math amical                                                                |
| 21 | 6 juin 2004       | Lima            | Pérou - Venezuela | 0-0   | Qualification pour la Coupe du monde 2006 : zone Amérique du Sud           |
| 22 | 9 juillet 2004    | Lima            | Pérou - Venezuela | 3-1   | Copa América 2004 (gr. A)                                                  |
| 23 | 3 septembre 2005  | Maracaibo       | Venezuela - Pérou | 4-1   | Qualification pour la Coupe du monde 2006 : zone Amérique du Sud           |
| 24 | 30 juin 2007      | San Cristóbal   | Venezuela - Pérou | 2-0   | Copa América 2007 (gr. A)                                                  |
| 25 | 6 septembre 2008  | Lima            | Pérou - Venezuela | 1-0   | Éliminatoires de la Coupe du monde de football 2010 : zone Amérique du Sud |
| 26 | 9 septembre 2009  | Puerto La Cruz  | Venezuela - Pérou | 3-1   | Éliminatoires de la Coupe du monde de football 2010 : zone Amérique du Sud |
| 27 | 23 juillet 2011   | La Plata        | Pérou - Venezuela | 4-1   | Copa América 2011 (match pour la 3e place)                                 |
| 28 | 7 septembre 2012  | Lima            | Pérou - Venezuela | 2-1   | Éliminatoires de la Coupe du monde de football 2014 : zone Amérique du Sud |
| 29 | 10 septembre 2013 | Puerto La Cruz  | Venezuela - Pérou | 3-2   | Éliminatoires de la Coupe du monde de football 2014 : zone Amérique du Sud |
| 30 | 31 mars 2015      | Fort Lauderdale | Venezuela - Pérou | 1-0   | Math amical                                                                |
| 31 | 18 juin 2015      | Valparaíso      | Pérou - Venezuela | 1-0   | Copa América 2015 (gr. C)                                                  |
| 32 | 24 mars 2016      | Lima            | Pérou - Venezuela | 2-2   | Éliminatoires de la Coupe du monde de football 2018 : zone Amérique du Sud |
| 33 | 23 mars 2017      | Maturín         | Venezuela - Pérou | 2-2   | Éliminatoires de la Coupe du monde de football 2018 : zone Amérique du Sud |
| 34 | 15 juin 2019      | Porto Alegre    | Venezuela - Pérou | 0-0   | Copa América 2019 (gr. A)                                                  |
| 35 | 27 Juin 2021      | Brasília        | Venezuela - Pérou | 0-1   | Copa America 2021 (gr. B)                                                  |

#### Bilan
- Total de matchs disputés : 35
- Victoires du Pérou : 21
- Victoires du Venezuela : 8
- Matchs nuls : 6
- Total de buts marqués par le Pérou : 61
- Total de buts marqués par le Venezuela : 39

### Porto Rico

#### Confrontations
Confrontations entre Porto Rico et le Venezuela en matchs officiels :
|   | Date             | Lieu         | Match                  | Score | Compétition                                                   |
| - | ---------------- | ------------ | ---------------------- | ----- | ------------------------------------------------------------- |
| 1 | 26 décembre 1946 | Barranquilla | Venezuela - Porto Rico | 6-0   | Jeux d'Amérique centrale et des Caraïbes de 1946 (tour final) |
| 2 | 16 janvier 1959  | Caracas      | Venezuela - Porto Rico | 7-0   | Jeux d'Amérique centrale et des Caraïbes de 1959 (tour final) |
| 3 | 24 août 1962     | Kingston     | Venezuela - Porto Rico | 4-0   | Jeux d'Amérique centrale et des Caraïbes de 1962 (tour final) |

#### Bilan
Au 22 juillet 2018 :
- Total de matchs disputés : 3
- Victoires de Porto Rico : 0
- Victoires du Venezuela : 3
- Matchs nuls : 0
- Total de buts marqués par Porto Rico : 0
- Total de buts marqués par le Venezuela : 17

## R

### République dominicaine

#### Confrontations
Confrontations entre la République dominicaine et le Venezuela en matchs officiels :
|   | Date             | Lieu    | Match                              | Score | Compétition  |
| - | ---------------- | ------- | ---------------------------------- | ----- | ------------ |
| 1 | 16 décembre 1973 | Caracas | Venezuela - République dominicaine | 1-0   | Match amical |

#### Bilan
Au 22 juillet 2018 :
- Total de matchs disputés : 1
- Victoires de la République dominicaine : 0
- Victoires du Venezuela : 1
- Matchs nuls : 0
- Total de buts marqués par la République dominicaine : 0
- Total de buts marqués par le Venezuela : 1

## S

### Salvador

#### Confrontations
Confrontations entre le Salvador et le Venezuela en matchs officiels :
|   | Date              | Lieu         | Match                | Score | Compétition                                                   |
| - | ----------------- | ------------ | -------------------- | ----- | ------------------------------------------------------------- |
| 1 | 16 février 1938   | Panama       | Venezuela - Salvador | 2-3   | Jeux d'Amérique centrale et des Caraïbes de 1938 (tour final) |
| 2 | 19 septembre 1996 | San Salvador | Salvador - Venezuela | 0-1   | Match amical                                                  |
| 3 | 23 mars 2008      | Puerto Ordaz | Venezuela - Salvador | 1-0   | Match amical                                                  |
| 4 | 7 août 2011       | Washington   | Salvador - Venezuela | 2-1   | Match amical                                                  |
| 5 | 22 mai 2013       | Mérida       | Venezuela - Salvador | 2-1   | Match amical                                                  |

#### Bilan
| Rang | Équipe    | Pts | J | G | N | P | Bp | Bc | Diff |
| ---- | --------- | --- | - | - | - | - | -- | -- | ---- |
| 1    | Venezuela | 9   | 5 | 3 | 0 | 2 | 7  | 6  | +1   |
| 2    | Salvador  | 6   | 5 | 2 | 0 | 3 | 6  | 7  | -1   |

### Suède

#### Confrontations
Confrontations entre la Suède et le Venezuela en matchs officiels :
|   | Date            | Lieu      | Match             | Score | Compétition  |
| - | --------------- | --------- | ----------------- | ----- | ------------ |
| 1 | 14 janvier 2007 | Maracaibo | Venezuela - Suède | 2-0   | Match amical |

#### Bilan
| Rang | Équipe    | Pts | J | G | N | P | Bp | Bc | Diff |
| ---- | --------- | --- | - | - | - | - | -- | -- | ---- |
| 1    | Venezuela | 3   | 1 | 1 | 0 | 0 | 2  | 0  | +2   |
| 2    | Suède     | 0   | 1 | 0 | 0 | 1 | 0  | 2  | -2   |

### Suisse

#### Confrontations
Confrontations entre la Suisse et le Venezuela en matchs officiels :
|   | Date             | Lieu | Match              | Score | Compétition  |
| - | ---------------- | ---- | ------------------ | ----- | ------------ |
| 1 | 2 septembre 2006 | Bâle | Suisse - Venezuela | 1-0   | Match amical |

#### Bilan
| Rang | Équipe    | Pts | J | G | N | P | Bp | Bc | Diff |
| ---- | --------- | --- | - | - | - | - | -- | -- | ---- |
| 1    | Suisse    | 3   | 1 | 1 | 0 | 0 | 1  | 0  | +1   |
| 2    | Venezuela | 0   | 1 | 0 | 0 | 1 | 0  | 1  | -1   |

### Syrie

#### Confrontations
Confrontations entre la Syrie et le Venezuela en matchs officiels :
|   | Date         | Lieu           | Match             | Score | Compétition  |
| - | ------------ | -------------- | ----------------- | ----- | ------------ |
| 1 | 20 août 2008 | Puerto La Cruz | Venezuela - Syrie | 4-1   | Match amical |

#### Bilan
| Rang | Équipe    | Pts | J | G | N | P | Bp | Bc | Diff |
| ---- | --------- | --- | - | - | - | - | -- | -- | ---- |
| 1    | Venezuela | 3   | 1 | 1 | 0 | 0 | 4  | 1  | +3   |
| 2    | Syrie     | 0   | 1 | 0 | 0 | 1 | 1  | 4  | -3   |

## T

### Trinité-et-Tobago

#### Confrontations
Confrontations entre Trinité-et-Tobago et le Venezuela en matchs officiels :
|   | Date             | Lieu           | Match                         | Score | Compétition  |
| - | ---------------- | -------------- | ----------------------------- | ----- | ------------ |
| 1 | 13 novembre 1971 | Caracas        | Venezuela - Trinité-et-Tobago | 1-0   | Match amical |
| 2 | 5 janvier 1996   | Port-d'Espagne | Trinité-et-Tobago - Venezuela | 0-0   | Match amical |
| 3 | 7 janvier 1996   | Port-d'Espagne | Trinité-et-Tobago - Venezuela | 0-0   | Match amical |
| 4 | 30 avril 2003    | San Cristóbal  | Venezuela - Trinité-et-Tobago | 3-0   | Match amical |
| 5 | 3 juillet 2003   | Port-d'Espagne | Trinité-et-Tobago - Venezuela | 2-2   | Match amical |
| 6 | 14 octobre 2019  | Caracas        | Venezuela - Trinité-et-Tobago | 2-0   | Match amical |

#### Bilan
Au 3 novembre 2019 :
- Total de matchs disputés : 6
- Victoires du Venezuela : 3
- Matchs nuls : 3
- Victoires de Trinité-et-Tobago : 0
- Total de buts marqués par le Venezuela : 8
- Total de buts marqués par Trinité-et-Tobago : 2

## U

### Uruguay

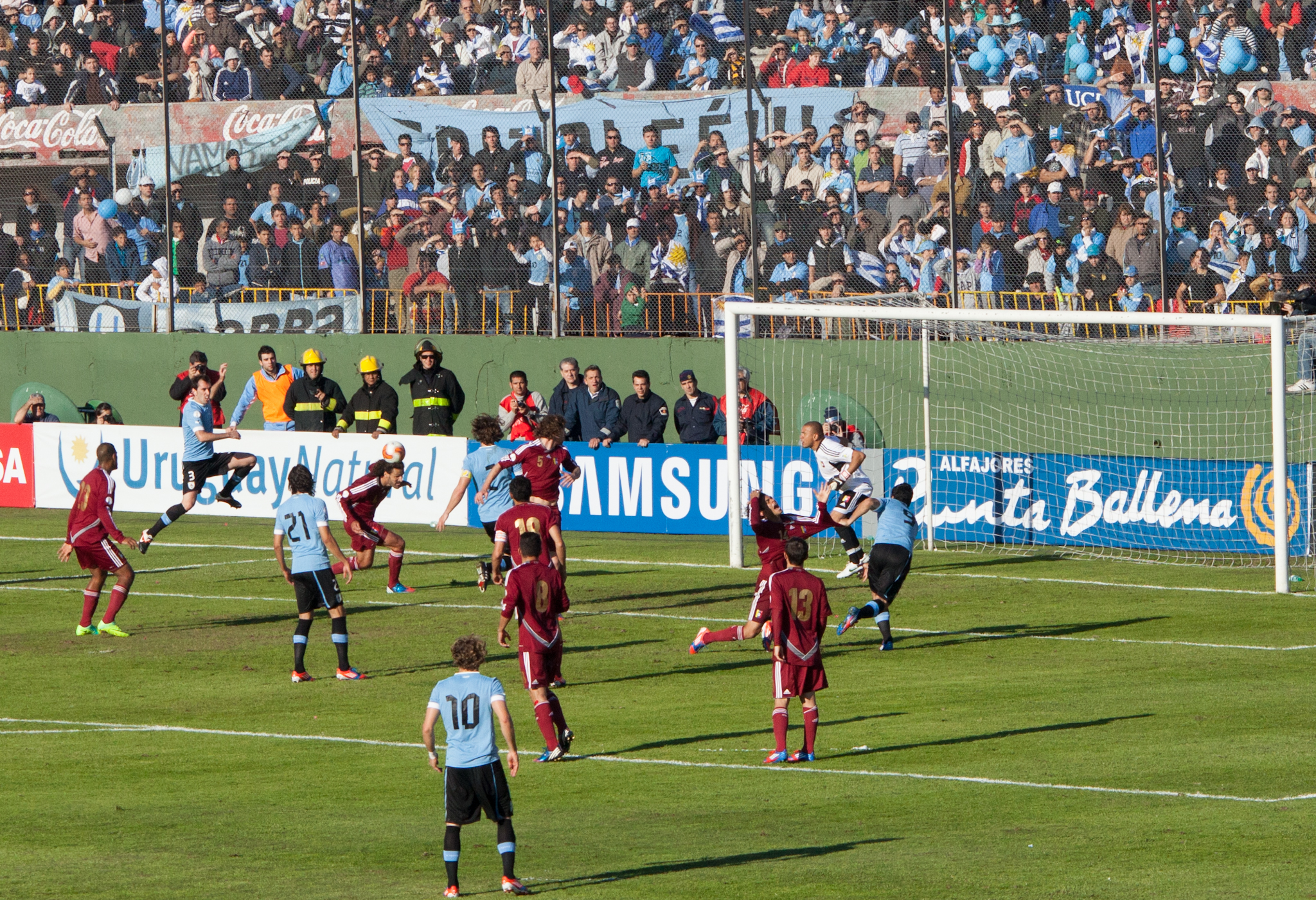
Match entre l'Uruguay et le Venezuela du 2 juin 2012, qui se solde par un score de 1-1.

#### Confrontations
Confrontations entre le Venezuela et l'Uruguay en matchs officiels.
|    | Date              | Lieu           | Match               | Score | Compétition                                                                |
| -- | ----------------- | -------------- | ------------------- | ----- | -------------------------------------------------------------------------- |
| 1  | 23 mai 1965       | Montevideo     | Uruguay - Venezuela | 5-0   | Qualification pour la Coupe du monde 1966 (zone AmSud - gr. 1)             |
| 2  | 30 mai 1965       | Caracas        | Venezuela - Uruguay | 1-3   | Qualification pour la Coupe du monde 1966 (zone AmSud - gr. 1)             |
| 3  | 21 janvier 1967   | Montevideo     | Uruguay - Venezuela | 4-0   | Championnat sud-américain de football de 1967                              |
| 4  | 9 février 1977    | Caracas        | Venezuela - Uruguay | 1-1   | Qualifications pour la Coupe du monde 1978 (zone AmSud - gr. 2)            |
| 5  | 17 mars 1977      | Montevideo     | Uruguay - Venezuela | 2-0   | Qualifications pour la Coupe du monde 1978 (zone AmSud - gr. 2)            |
| 6  | 4 septembre 1983  | Montevideo     | Uruguay - Venezuela | 3-0   | Copa América 1983 (gr. A)                                                  |
| 7  | 18 septembre 1983 | Caracas        | Venezuela - Uruguay | 1-2   | Copa América 1983 (gr. A)                                                  |
| 8  | 19 juin 1993      | Ambato         | Venezuela - Uruguay | 2-2   | Copa América 1993 (gr. A)                                                  |
| 9  | 25 juillet 1993   | San Cristóbal  | Venezuela - Uruguay | 0-1   | Qualification pour la Coupe du monde 1994 (zone AmSud - gr. B)             |
| 10 | 29 août 1993      | Montevideo     | Uruguay - Venezuela | 4-0   | Qualification pour la Coupe du monde 1994 (zone AmSud - gr. B)             |
| 11 | 5 juillet 1995    | Montevideo     | Uruguay - Venezuela | 4-1   | Copa América 1995 (gr. A)                                                  |
| 12 | 24 avril 1996     | Caracas        | Venezuela - Uruguay | 0-2   | Qualification pour la Coupe du monde 1998 : zone Amérique du Sud           |
| 13 | 2 avril 1997      | Montevideo     | Uruguay - Venezuela | 3-1   | Qualification pour la Coupe du monde 1998 : zone Amérique du Sud           |
| 14 | 15 juin 1997      | Sucre          | Uruguay - Venezuela | 2-0   | Copa América 1997 (gr. B)                                                  |
| 15 | 8 septembre 1999  | Montevideo     | Uruguay - Venezuela | 2-0   | Match amical                                                               |
| 16 | 18 juillet 2000   | Montevideo     | Uruguay - Venezuela | 3-1   | Qualification pour la Coupe du monde 2002 : zone Amérique du Sud           |
| 17 | 14 août 2001      | Maracaibo      | Venezuela - Uruguay | 0-2   | Qualification pour la Coupe du monde 2002 : zone Amérique du Sud           |
| 18 | 20 novembre 2002  | Caracas        | Venezuela - Uruguay | 1-0   | Match amical                                                               |
| 19 | 31 mars 2004      | Montevideo     | Uruguay - Venezuela | 0-3   | Qualification pour la Coupe du monde 2006 : zone Amérique du Sud           |
| 20 | 4 juin 2005       | Maracaibo      | Venezuela - Uruguay | 1-1   | Qualification pour la Coupe du monde 2006 : zone Amérique du Sud           |
| 21 | 27 septembre 2006 | Maracaibo      | Venezuela - Uruguay | 1-0   | Match amical                                                               |
| 22 | 18 octobre 2006   | Montevideo     | Uruguay - Venezuela | 4-0   | Match amical                                                               |
| 23 | 3 juillet 2007    | Mérida         | Venezuela - Uruguay | 0-0   | Copa América 2007 (gr. A)                                                  |
| 24 | 7 juillet 2007    | San Cristóbal  | Venezuela - Uruguay | 1-4   | Copa América 2007 (quart de finale)                                        |
| 25 | 14 juin 2008      | Montevideo     | Uruguay - Venezuela | 1-1   | Éliminatoires de la Coupe du monde de football 2010 : zone Amérique du Sud |
| 26 | 10 juin 2009      | Puerto Ordaz   | Venezuela - Uruguay | 2-2   | Éliminatoires de la Coupe du monde de football 2010 : zone Amérique du Sud |
| 27 | 2 juin 2012       | Montevideo     | Uruguay - Venezuela | 1-1   | Éliminatoires de la Coupe du monde de football 2014 : zone Amérique du Sud |
| 28 | 11 juin 2013      | Ciudad Guayana | Venezuela - Uruguay | 0-1   | Éliminatoires de la Coupe du monde de football 2014 : zone Amérique du Sud |
| 29 | 9 juin 2016       | Philadelphie   | Venezuela - Uruguay | 1-0   | Copa América Centenario (gr. C)                                            |
| 30 | 6 octobre 2016    | Montevideo     | Uruguay - Venezuela | 3-0   | Éliminatoires de la Coupe du monde de football 2018 : zone Amérique du Sud |
| 31 | 5 octobre 2017    | San Cristóbal  | Venezuela - Uruguay | 0-0   | Éliminatoires de la Coupe du monde de football 2018 : zone Amérique du Sud |
| 32 | 8 Juin 2021       | Caracas        | Venezuela - Uruguay | 0-0   | Qualification Coupe Du Monde 2022                                          |
| 33 | 1 Février 2022    | Montevideo     | Uruguay - Venezuela | 4-1   | Qualification Coupe Du Monde 2022                                          |
| 34 | 10 Septembre 2024 | Maturin        | Venezuela - Uruguay | 0-0   | Qualification Coupe Du Monde 2026                                          |
| 35 | 10 Juin 2025      | Montevideo     | Uruguay - Venezuela | 2-0   | Qualification Coupe Du Monde 2026                                          |

#### Bilan
- Total de matchs disputés : 35
- Victoires de l'Uruguay : 20
- Victoires du Venezuela : 5
- Matchs nuls :10
- Total de buts marqués par l'Uruguay : 66
- Total de buts marqués par le Venezuela : 23

## Y

### Yougoslavie

#### Confrontations
Confrontations entre la Yougoslavie et le Venezuela en matchs officiels :
|   | Date         | Lieu     | Match                   | Score | Compétition             |
| - | ------------ | -------- | ----------------------- | ----- | ----------------------- |
| 1 | 14 juin 1972 | Curitiba | Yougoslavie - Venezuela | 10-0  | Coupe de l'Indépendance |

#### Bilan
| Rang | Équipe      | Pts | J | G | N | P | Bp | Bc | Diff |
| ---- | ----------- | --- | - | - | - | - | -- | -- | ---- |
| 1    | Yougoslavie | 3   | 1 | 1 | 0 | 0 | 10 | 0  | +10  |
| 2    | Venezuela   | 0   | 1 | 0 | 0 | 1 | 0  | 10 | -10  |

## Statistiques par équipe affrontée
| Equipe                 |     | Joués | Joués | Joués    | Victoires | Victoires | Victoires   | Défaites    | Défaites    | Défaites   | Partages   | Partages   | Partages | Buts marqués | Buts marqués | Buts marqués | Buts encaissés | Buts encaissés | Buts encaissés |
|                        |     | Dom.  | Ext.  | Neu.     | Dom.      | Ext.      | Neu.        | Dom.        | Ext.        | Neu.       | Dom.       | Ext.       | Neu.     | Dom.         | Ext.         | Neu.         | Dom.           | Ext.           | Neu.           |
| Angola                 |     | 1     | 0     | 0        | 0         | 0         | 0           | 0           | 0           | 0          | 1          | 0          | 0        | 0            | 0            | 0            | 0              | 0              | 0              |
| Antilles néerlandaises |     | 2     | 3     | 5        | 1         | 1         | 2           | 0           | 1           | 3          | 1          | 1          | 0        | 3            | 2            | 13           | 2              | 2              | 13             |
| Argentine              |     | 8     | 10    | 2        | 1         | 0         | 0           | 7           | 10          | 2          | 0          | 0          | 0        | 6            | 3            | 1            | 24             | 42             | 8              |
| Aruba                  |     | 0     | 1     | 0        | 0         | 1         | 0           | 0           | 0           | 0          | 0          | 0          | 0        | 0            | 3            | 0            | 0              | 0              | 0              |
| Australie              |     | 1     | 0     | 0        | 0         | 0         | 0           | 0           | 0           | 0          | 1          | 0          | 0        | 1            | 0            | 0            | 1              | 0              | 0              |
| Autriche               |     | 0     | 0     | 1        | 0         | 0         | 1           | 0           | 0           | 0          | 0          | 0          | 0        | 0            | 0            | 1            | 0              | 0              | 0              |
| Bolivie                |     | 15    | 13    | 5        | 7         | 2         | 1           | 4           | 8           | 1          | 4          | 3          | 3        | 28           | 7            | 9            | 25             | 33             | 8              |
| Brésil                 |     | 8     | 9     | 4        | 0         | 0         | 1           | 8           | 8           | 2          | 0          | 1          | 1        | 3            | 1            | 2            | 34             | 36             | 12             |
| Canada                 |     | 2     | 0     | 0        | 0         | 0         | 0           | 0           | 0           | 0          | 2          | 0          | 0        | 3            | 0            | 0            | 3              | 0              | 0              |
| Chili                  |     | 9     | 10    | 6        | 0         | 1         | 1           | 6           | 7           | 5          | 3          | 2          | 0        | 5            | 5            | 3            | 14             | 32             | 15             |
| Chine                  |     | 1     | 0     | 0        | 0         | 0         | 0           | 1           | 0           | 0          | 0          | 0          | 0        | 0            | 0            | 0            | 1              | 0              | 0              |
| Colombie               |     | 19    | 11    | 4        | 3         | 1         | 2           | 4           | 9           | 2          | 11         | 2          | 0        | 0            | 0            | 0            | 0              | 0              | 0              |
| Corée du Nord          |     | 1     | 0     | 0        | 1         | 0         | 0           | 0           | 0           | 0          | 0          | 0          | 0        | 2            | 0            | 0            | 1              | 0              | 0              |
| Corée du Sud           |     | 0     | 1     | 0        | 0         | 0         | 0           | 0           | 1           | 0          | 0          | 0          | 0        | 0            | 1            | 0            | 0              | 3              | 0              |
| Costa Rica             |     | 6     | 4     | 3        | 2         | 1         | 0           | 1           | 2           | 3          | 3          | 1          | 0        | 8            | 9            | 3            | 6              | 9              | 10             |
| Cuba                   |     | 2     | 1     | 4        | 2         | 1         | 1           | 0           | 0           | 2          | 0          | 0          | 0        | 4            | 1            | 3            | 1              | 0              | 7              |
| Curaçao                |     | 0     | 0     | 1        | 0         | 0         | 0           | 0           | 0           | 1          | 0          | 0          | 0        | 0            | 0            | 0            | 0              | 0              | 1              |
| Équateur               |     | 11    | 10    | 3        | 7         | 2         | 1           | 2           | 8           | 2          | 2          | 0          | 0        | 18           | 5            | 3            | 10             | 25             | 9              |
| Espagne                |     | 2     | 2     | 0        | 0         | 0         | 0           | 2           | 2           | 0          | 0          | 0          | 0        | 0            | 2            | 0            | 5              | 8              | 0              |
| Estonie                |     | 1     | 0     | 0        | 1         | 0         | 0           | 0           | 0           | 0          | 0          | 0          | 0        | 3            | 0            | 0            | 0              | 0              | 0              |
| États-Unis             |     | 0     | 3     | 1        | 0         | 0         | 0           | 0           | 3           | 0          | 0          | 0          | 1        | 0            | 0            | 3            | 0              | 5              | 3              |
| Guatemala              |     | 3     | 2     | 1        | 2         | 1         | 1           | 1           | 0           | 1          | 0          | 0          | 0        | 4            | 2            | 3            | 3              | 3              | 2              |
| Guinée                 |     | 1     | 0     | 0        | 1         | 0         | 0           | 0           | 0           | 0          | 0          | 0          | 0        | 2            | 0            | 0            | 1              | 0              | 0              |
| Haïti                  |     | 3     | 3     | 1        | 2         | 0         | 1           | 0           | 2           | 0          | 1          | 1          | 0        | 5            | 3            | 2            | 3              | 7              | 0              |
| Honduras               |     | 3     | 3     | 3        | 2         | 1         | 1           | 0           | 2           | 1          | 1          | 0          | 1        | 4            | 2            | 3            | 2              | 3              | 4              |
| Iran                   |     | 0     | 0     | 1        | 0         | 0         | 0           | 0           | 0           | 1          | 0          | 0          | 0        | 0            | 0            | 0            | 0              | 0              | 1              |
| Jamaïque               |     | 1     | 4     | 0        | 1         | 2         | 0           | 0           | 1           | 0          | 0          | 1          | 0        | 2            | 5            | 0            | 0              | 2              | 0              |
| Japon                  |     | 0     | 2     | 0        | 0         | 0         | 0           | 0           | 0           | 0          | 0          | 2          | 0        | 0            | 1            | 0            | 0              | 1              | 0              |
| Mexique                |     | 0     | 3     | 8        | 0         | 0         | 0           | 0           | 2           | 7          | 0          | 1          | 1        | 0            | 3            | 5            | 0              | 7              | 19             |
| Moldavie               |     | 1     | 0     | 0        | 1         | 0         | 0           | 0           | 0           | 0          | 0          | 0          | 0        | 4            | 0            | 1            | 0              | 0              | 0              |
| Nigeria                |     | 0     | 0     | 2        | 0         | 0         | 0           | 0           | 0           | 2          | 0          | 0          | 0        | 0            | 0            | 1            | 0              | 0              | 4              |
| Nouvelle-Zélande       |     | 1     | 0     | 0        | 1         | 0         | 0           | 0           | 0           | 0          | 0          | 0          | 0        | 5            | 0            | 0            | 0              | 0              | 0              |
| Panama                 |     | 7     | 6     | 2        | 1         | 2         | 2           | 2           | 3           | 0          | 4          | 1          | 0        | 9            | 7            | 5            | 10             | 10             | 2              |
| Paraguay               |     | 9     | 7     | 7        | 2         | 1         | 0           | 5           | 5           | 5          | 2          | 1          | 2        | 9            | 3            | 9            | 13             | 9              | 23             |
| Pérou                  |     | 11    | 11    | 7        | 7         | 0         | 0           | 3           | 10          | 6          | 1          | 1          | 1        | 24           | 6            | 4            | 15             | 24             | 16             |
| Porto Rico             |     | 2     | 0     | 3        | 2         | 0         | 2           | 0           | 0           | 0          | 0          | 0          | 1        | 13           | 0            | 7            | 0              | 0              | 1              |
| République dominicaine |     | 1     | 0     | 2        | 1         | 0         | 2           | 0           | 0           | 0          | 0          | 0          | 0        | 1            | 0            | 10           | 0              | 0              | 1              |
| Salvador               |     | 2     | 1     | 2        | 2         | 1         | 0           | 0           | 0           | 2          | 0          | 0          | 0        | 3            | 1            | 3            | 1              | 0              | 5              |
| Suède                  |     | 1     | 0     | 0        | 1         | 0         | 0           | 0           | 0           | 0          | 0          | 0          | 0        | 2            | 0            | 0            | 0              | 0              | 0              |
| Suisse                 |     | 0     | 1     | 0        | 0         | 0         | 0           | 0           | 1           | 0          | 0          | 0          | 0        | 0            | 0            | 0            | 0              | 1              | 0              |
| Syrie                  |     | 1     | 0     | 0        | 1         | 0         | 0           | 0           | 0           | 0          | 0          | 0          | 0        | 4            | 0            | 0            | 1              | 0              | 0              |
| Trinité-et-Tobago      |     | 2     | 3     | 0        | 2         | 0         | 0           | 0           | 0           | 0          | 0          | 3          | 0        | 4            | 2            | 0            | 0              | 2              | 0              |
| Uruguay                |     | 13    | 13    | 2        | 3         | 1         | 0           | 6           | 10          | 1          | 4          | 2          | 1        | 11           | 8            | 2            | 17             | 36             | 4              |
| Yougoslavie            |     | 0     | 0     | 1        | 0         | 0         | 0           | 0           | 0           | 1          | 0          | 0          | 0        | 0            | 0            | 0            | 0              | 0              | 10             |
|                        |     |       |       |          |           |           |             |             |             |            |            |            |          |              |              |              |                |                |                |
| TOTAUX                 |     | 151   | 137   | 81       | 58        | 19        | 19          | 52          | 95          | 50         | 41         | 23         | 12       | 190          | 82           | 96           | 193            | 300            | 168            |
| TOTAUX                 | 369 | 369   | 369   | 96 (26%) | 96 (26%)  | 96 (26%)  | 197 (53.4%) | 197 (53.4%) | 197 (53.4%) | 76 (20.6%) | 76 (20.6%) | 76 (20.6%) | 368      | 368          | 368          | 661          | 661            | 661            |                |